# Palais du Vatican
Le palais du Vatican ou, selon sa dénomination officielle, le Palais apostolique (appelé aussi palais Sixte-V, ou anciennement, Sacré Palais) est une des résidences des papes au Vatican depuis leur retour d'exil d'Avignon (1377). Auparavant, et pendant plus d'un millénaire, les papes ont habité au palais du Latran à proximité de la basilique Saint-Jean-de-Latran qui est leur cathédrale, en tant qu'évêques de Rome. Depuis l'entrée des troupes italiennes à Rome, le 20 septembre 1870, au terme de l'unification italienne, les souverains pontifes ne pouvant plus séjourner au palais du Quirinal (devenu résidence des rois d'Italie, puis celle des présidents de la République italienne), qui était leur résidence d'été, ils résidèrent et travaillèrent donc en permanence au Palais apostolique, à proximité du tombeau de saint Pierre dont ils sont les successeurs.
La construction du nouveau palais ne débuta que sous le pontificat de Nicolas V au XVe siècle. Celui-ci voulut en faire le plus grand palais du monde. Mais il ne put réaliser qu'une faible partie de ses projets.
Le palais héberge les appartements du souverain pontife (à l'exception du pape François, qui choisit à titre personnel d'habiter durant tout son pontificat la résidence Sainte-Marthe), ainsi que les bureaux de la Curie romaine, la Bibliothèque apostolique vaticane et une partie des musées du Vatican.
C'est un complexe de bâtiments de 55 000 m2 comprenant environ 1 400 pièces, ce qui en fait le plus grand palais du monde entièrement habité. La partie des musées du Vatican incluse dans le Palais apostolique comprend la chapelle Sixtine, la chapelle Nicoline, les chambres de Raphaël et les appartements Borgia.
L'hôte actuel du Palais apostolique est le pape Léon XIV. 

## Histoire

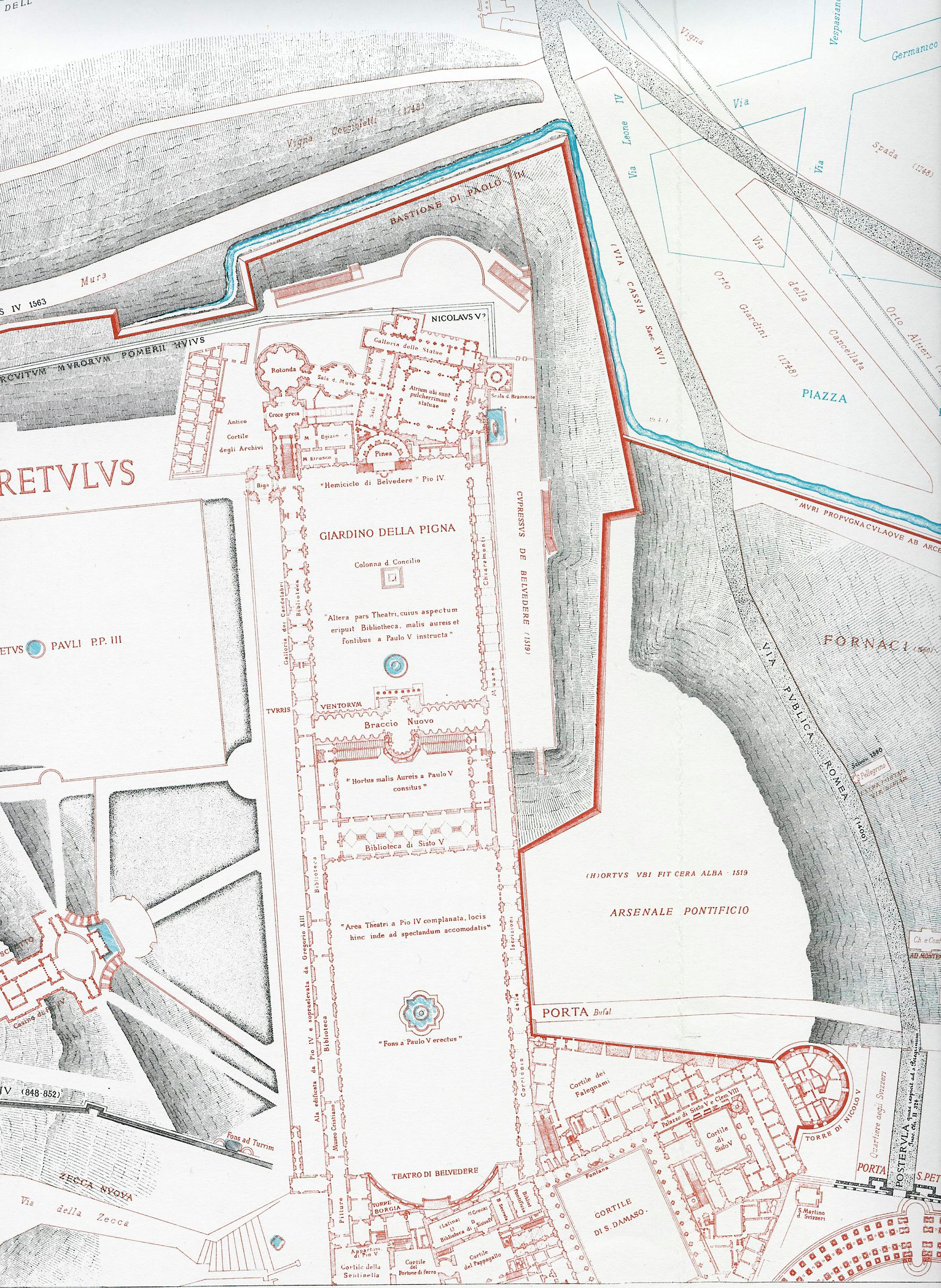
Plan du Palais du Vatican (1893-1901).

Au Ve siècle, le pape Symmaque fait construire un palais pontifical proche de la première basilique Saint-Pierre et qui constitue une résidence alternative au palais du Latran. Un deuxième palais fortifié (servant de défense contre de nombreux rivaux, notamment la Seigneurie de Florence, puis les Turcs ottomans à partir du XIVe siècle) est commandité par le pape Eugène III et modifié par Innocent III au XIIe siècle, il reste de ce palais-forteresse une tour à l'angle de la cour del Papagallo.

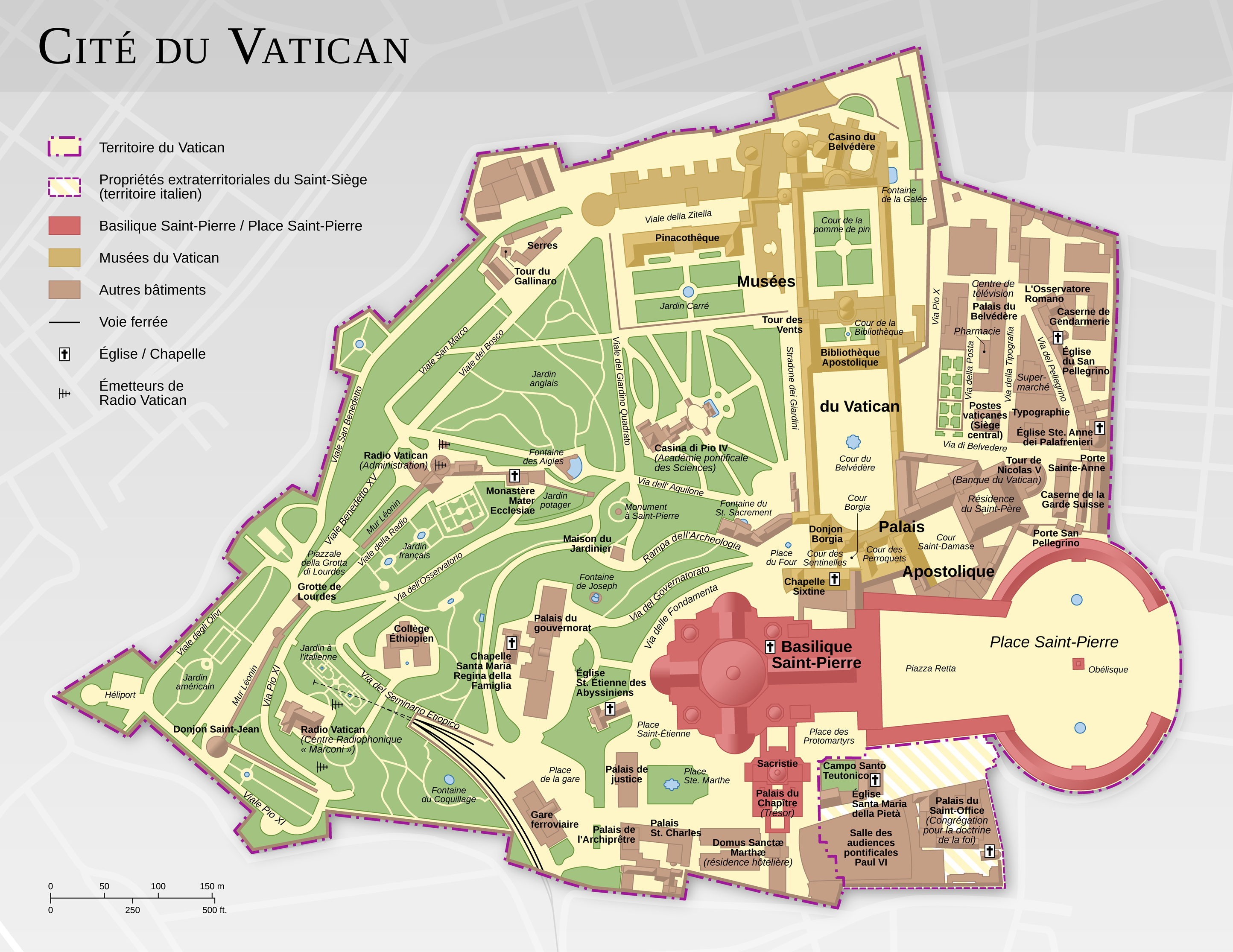
Carte du Vatican.

Lors de leur retour à Rome en 1377 après l'intermède de la papauté d'Avignon qui a vu la ville romaine soumise à des troubles civils et l'abandon de plusieurs monuments chrétiens, les papes séjournent à la basilique Sainte-Marie-Majeure, le palais du Latran ayant subi deux incendies consécutifs en 1307 et 1361. Le pape Nicolas V fait restaurer complètement l'ancien palais-forteresse d'Eugène III à partir de 1447 pour y édifier un nouveau bâtiment, le Palais du Vatican actuel.
Les agrandissements et décorations majeurs du palais (Palazzi papali, Scala Regia, chapelles) sont l'œuvre des papes suivants pendant 150 ans. Au XXe siècle, Pie XI fait construire une pinacothèque et l'entrée monumentale des musées, Jean XXIII une nouvelle aile.

## Les chapelles du Palais apostolique
Les souverains pontifes ont toujours porté une grande attention à la qualité architecturale de leurs chapelles privées. Celles-ci figurent donc parmi les pièces les plus remarquables du palais apostolique. Certaines d'entre elles sont même mondialement connues. Historiquement, la première est due au pape Nicolas V (1447-1455) qui a confié la réalisation de la chapelle qui porte son nom au bienheureux Fra Angelico. Vingt-huit ans plus tard, le pape Sixte IV (1471-1484) commande une nouvelle chapelle : la future chapelle Sixtine. En 1537, le pape Paul III (1534-1549) ordonne la construction de la chapelle Pauline, décorée en partie par Michel-Ange comme la chapelle Sixtine. Lors de l'agrandissement considérable du palais voulu par le pape Sixte V (1585-1590), une nouvelle aile est construite. C'est dans cette nouvelle aile séparée de l'ancien palais par la cour Saint-Damase que migre l'appartement pontifical. C'est toujours dans cette aile - appelée souvent palais de Sixte Quint - que réside le pape. L'aménagement de cette partie du palais est réalisé par les successeurs du pape Sixte V. Ainsi le pape Urbain VIII (1623-1644) y fit aménager une chapelle - qui porte à présent son nom - dans l'appartement pontifical du deuxième étage. Après la décision du pape saint Pie X (1903-1914) de créer un appartement privé au troisième étage au-dessus de l'appartement pontifical, une nouvelle chapelle privée est aménagée. C'est celle-ci qui, redécorée sous le pontificat de Paul VI (1963-1978), est toujours aujourd'hui la chapelle utilisée quotidiennement par le souverain pontife.

### La chapelle Sixtine

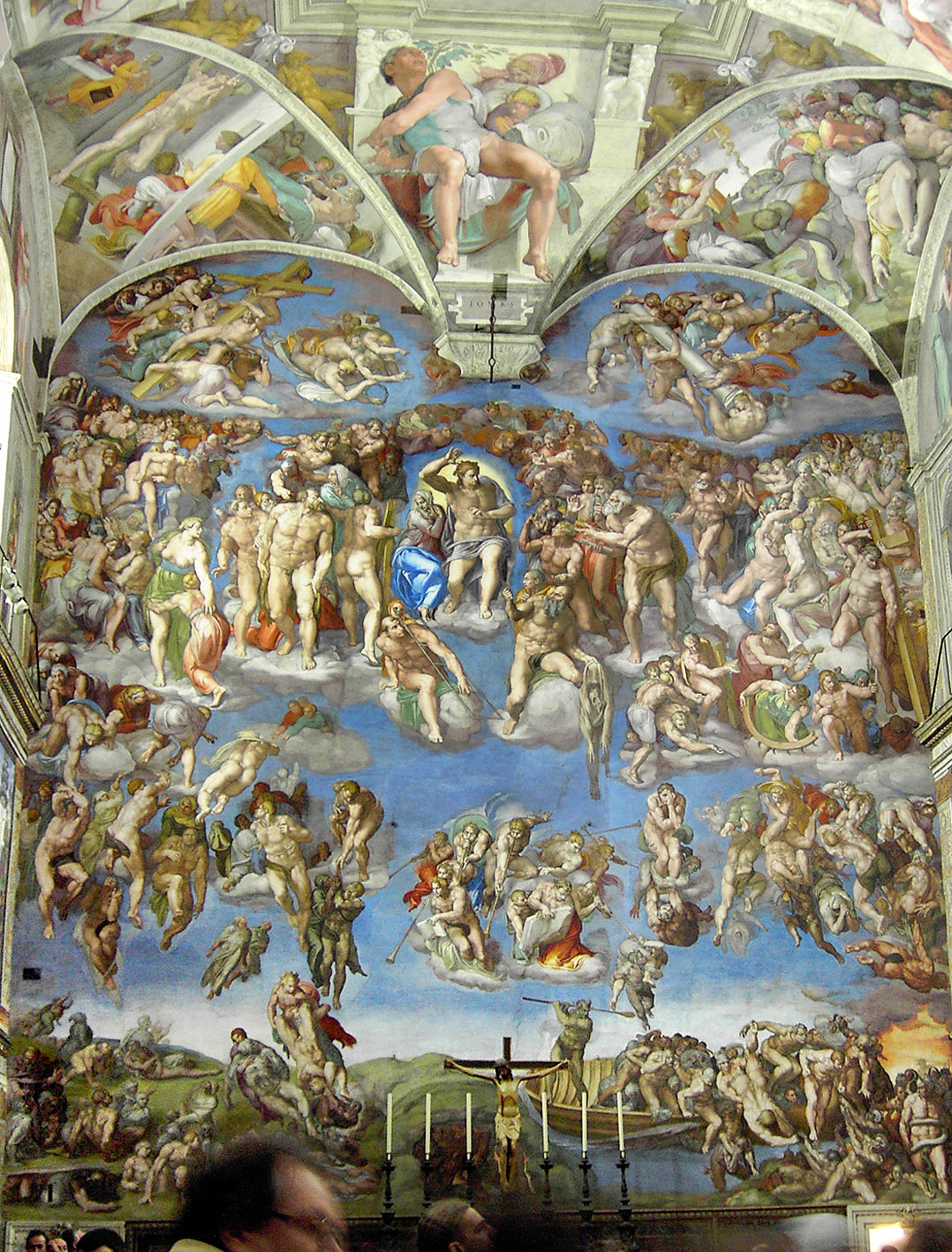
Chapelle Sixtine, fresque du Jugement dernier.

La plus connue des chapelles du Palais apostolique est la chapelle Sixtine. Sa visite est intégrée dans le parcours des musées du Vatican. La chapelle Sixtine a été voulue par le Pape Sixte IV qui lui a donné son nom. Construite à partir de 1475, elle a été inaugurée solennellement le 15 août 1483. Les dimensions (40 m de long sur 13 m de large) correspondent exactement à celles du Temple de Jérusalem.
Sur les murs sont représentés des épisodes de la vie du Christ (côté droit) et de la vie de Moïse (côté gauche) qui se correspondent. Le plafond de la chapelle Sixtine a été peint par Michel-Ange à partir de mai 1508. L'inauguration officielle fut faite par le Pape Jules II le 2 novembre 1512. Cette voûte présente principalement neuf scènes issues du livre de la Genèse, réparties en trois groupes de trois épisodes relatifs à l'origine de l'Univers, de l'Homme et du Mal. Vingt ans après la voûte, Michel-Ange fut à nouveau appelé pour peindre la grande fresque du Jugement dernier sur le mur de l'autel. L'inauguration officielle fut faite par le pape Paul III Farnese le jour de Noël 1541. Le pape Jean-Paul II, commentant en 1994 la décoration de la chapelle à l'occasion de l'inauguration de la restauration des fresques, déclarait : « La chapelle Sixtine est précisément - pour ainsi dire - le sanctuaire de la théologie du corps humain ».
C'est dans la chapelle Sixtine que sont élus les papes par les cardinaux réunis en conclave. Chaque année, le pape y baptise des enfants d'employés du Vatican le jour de la fête du Baptême du Seigneur. Plusieurs concerts ont été donnés ces dernières années dans la chapelle Sixtine en l'honneur du pape Benoît XVI, notamment à l'occasion des 85 ans de son frère Mgr Georg Ratzinger. C'est aussi dans la chapelle Sixtine que le Pape Paul VI a rencontré les artistes le 7 mai 1964 et le Pape Benoît XVI, à sa suite, le 21 novembre 2009.

### La chapelle Pauline
Proche de la chapelle Sixtine, avec laquelle elle communique par la salle royale, la chapelle Pauline n'est jamais ouverte au public. Elle fut construite par Antonio da Sangallo le Jeune, sur l'ordre du pape Paul III Farnese qui l'inaugura le 25 janvier 1540, jour de la fête de la Conversion de saint Paul.
Michel-Ange y peint deux grandes fresques (6,25 m sur 6,61 m) représentant la conversion de saint Paul (côté gauche) et la crucifixion de saint Pierre (côté droit). À l'occasion de la réouverture de la chapelle après de longs travaux de restauration, le pape Benoît XVI déclarait : « Toute la chapelle - les fresques de Lorenzo Sabatini et Federico Zuccari, les décorations des nombreux artistes appelés ici dans un deuxième temps par le Pape Grégoire XIII - , tout, pourrions nous dire, conflue ici dans un même et unique hymne à la victoire de la vie et de la grâce sur la mort et sur le péché, dans une symphonie de louange et d'amour au Christ rédempteur qui apparaît profondément suggestive ».
Cette chapelle est réservée à la prière silencieuse du pape et de ses collaborateurs. C'est de cette chapelle que les cardinaux partent en procession en chantant l'hymne Veni Creator Spiritus vers la chapelle Sixtine à l'ouverture du conclave.

### La chapelle de Nicolas V

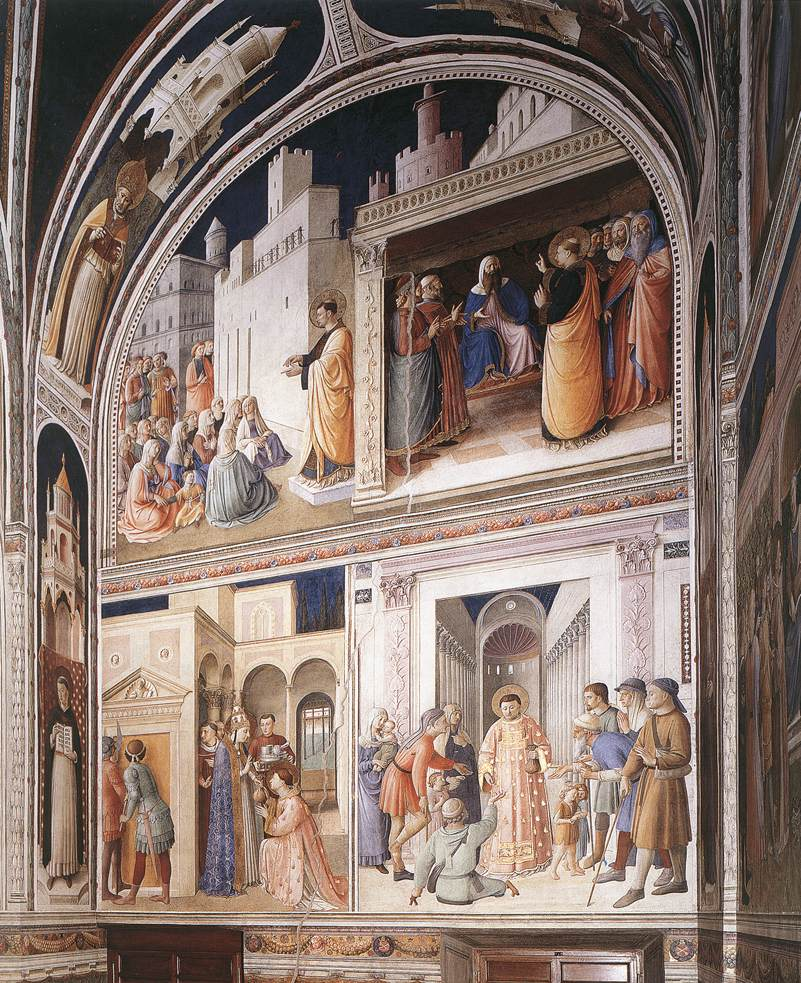
Chapelle de Nicolas V, au registre supérieur : la vie de saint Étienne et au registre inférieur, celle de saint Laurent.

La chapelle de Nicolas V appartient au premier palais du Vatican qui n'était alors qu'un ensemble fortifié autour de la cour des Perroquets. Sa visite est intégrée dans le parcours des musées du Vatican. Elle fut commandée par le Pape Nicolas V qui en a fait sa chapelle privée. Sa décoration fut réalisée par le bienheureux Fra Angelico entre 1447 et 1451.
Les peintures présentent surtout les vies des diacres saint Étienne et saint Laurent mises en parallèle. L'intention de l'auteur est claire : réunir Jérusalem, ville du martyre de saint Étienne, et Rome, ville du martyre de saint Laurent.

### La chapelle Redemptoris Mater
Située au deuxième étage du Palais apostolique, son entrée est juste derrière la grande horloge de la cour Saint-Damase. Auparavant nommée chapelle Mathilde, elle a été renommée par le pape Jean-Paul II à l'occasion de l'année mariale (1987-1988) et de la parution de sa lettre encyclique Redemptoris Mater, le 25 mars 1987. Au terme des célébrations du cinquantième anniversaire de l'ordination sacerdotale du Pape, le 10 novembre 1996, Jean-Paul II annonçait que l'argent que lui avait offert les cardinaux pour cet anniversaire permettrait de redécorer cette chapelle. Ainsi, il présidait la dédicace de cette chapelle redécorée le 14 novembre 1999.
Les travaux de décoration ont été réalisés par l'atelier d'art spirituel du centre d'études et de recherche Ezio Aletti dirigé par le P. Marko Ivan Rupnik (SJ). La décoration est entièrement réalisée en mosaïques. Lors de la célébration de la dédicace, le Pape soulignait la dimension œcuménique qu'il avait voulu donner à cette chapelle : « Les mosaïques font revivre la richesse de la tradition orientale, relue avec la conscience de celui qui connaît également la tradition occidentale. Ici, l'Orient et l'Occident, loin de s'opposer entre eux, s'échangent des dons dans l'intention de mieux exprimer les insondables richesses du Christ. Je remercie tous ceux qui ont travaillé avec dévouement et amour à la réalisation de cette œuvre, qui se présente comme l'expression de cette théologie à deux poumons à laquelle l'Église du troisième millénaire peut puiser une nouvelle vitalité ». À chaque mur correspond un thème. Au-dessus de l'autel est représentée la Jérusalem céleste, sur le côté gauche, l'Incarnation du Verbe, sur le côté droit, l'Ascension et la Pentecôte, et, au-dessus de la cathèdre, la Parousie.
Chaque année, les exercices spirituels de la Curie romaine sont prêchés dans cette chapelle en présence du pape. C'est aussi dans cette chapelle que le pape prie parfois avec les représentants d'autres confessions chrétiennes, comme le primat de la Communion anglicane, le Rév. Rowan Williams, le 23 novembre 2006, ou le Catholicos de Cilicie des Arméniens, Aram Ier, le 24 novembre 2008.

### La chapelle d'Urbain VIII
On accède à cette chapelle par la salle des Peintres de l'appartement des Audiences. Les vitraux de cette chapelle donnent sur la cour Sixte V.
En 1635, Pierre de Cortone y réalisa des stucs dorés et des fresques (1635). L'autel est dominé par une toile peinte en 1637 par Giovanni Francesco Romanelli, représentant la Nativité du Christ. Le plafond est constitué de fresques peintes par Agostino Ciampelli avec au centre l'Assomption de la bienheureuse Vierge Marie. Les murs sont bordés d'une frise réalisée par Paul Bril à la demande du Pape Paul V.
Dans cette petite chapelle ont lieu de rares célébrations liturgiques présidées par le pape. C'est dans cette chapelle qu'a eu lieu la prestation de serment du cardinal Tarcisio Bertone, le 7 juillet 2007, après sa nomination comme camerlingue, tout comme celle de son successeur dans cette charge, le cardinal Jean-Louis Tauran, le 9 mars 2015. C'est aussi dans cette chapelle que, chaque année, au jour de la fête de sainte Agnès, le pape bénit les agneaux dont la laine servira à la confection des palliums.

### La chapelle privée du Pape
Comme son nom l'indique, la chapelle privée du pape appartient à son appartement privé, au troisième étage du Palais apostolique, dans l'aile droite de la cour Saint-Damase. C'est là que, chaque matin, le pape célèbre la messe. Si Jean-Paul II ouvrait largement les portes de cette célébration à ses visiteurs, notamment aux évêques en visite ad limina, le pape Benoît XVI était revenu à la pratique antérieure qui n'admettait pas de visiteurs. Quant à François, il avait choisi de ne pas habiter le palais apostolique ; sa résidence et sa chapelle privée étaient à la résidence Sainte Marthe.
Après le concile Vatican II, dans le cadre du réaménagement de l'appartement des Audiences et de l'appartement privé, le pape Paul VI a souhaité que cette chapelle reçoive une décoration moderne. C'est Dandolo Bellini qui a dirigé les travaux dans cette petite chapelle rectangulaire. Au plafond brille une verrière représentant la résurrection du Christ réalisée par Luigi Filocamo. Les vitraux de part et d'autre de l'autel sont l'œuvre de Silvio Consadori. Ils présentent des scènes de l'ancien Testament, à gauche, et du nouveau Testament, à droite. Sur la gauche, un vitrail de Trento Longaretti, sur le thème du concile Vatican II, s'ouvre sur la cour Sixte-V. Face à ce vitrail, se place un chemin de croix en bronze du sculpteur Lello Scorzelli. Mario Rudelli a réalisé le fauteuil papal en bronze. Ce fauteuil est tourné vers l'autel accolé au mur, laissant voir sur son dos les paroles du Notre Père. Enfin, on doit à Enrico Manfrini le reste du mobilier : autel, crucifix, statues des quatre évangélistes, porte en bronze de la chapelle où sont représentées les œuvres de miséricorde.

## Les anciens appartements pontificaux

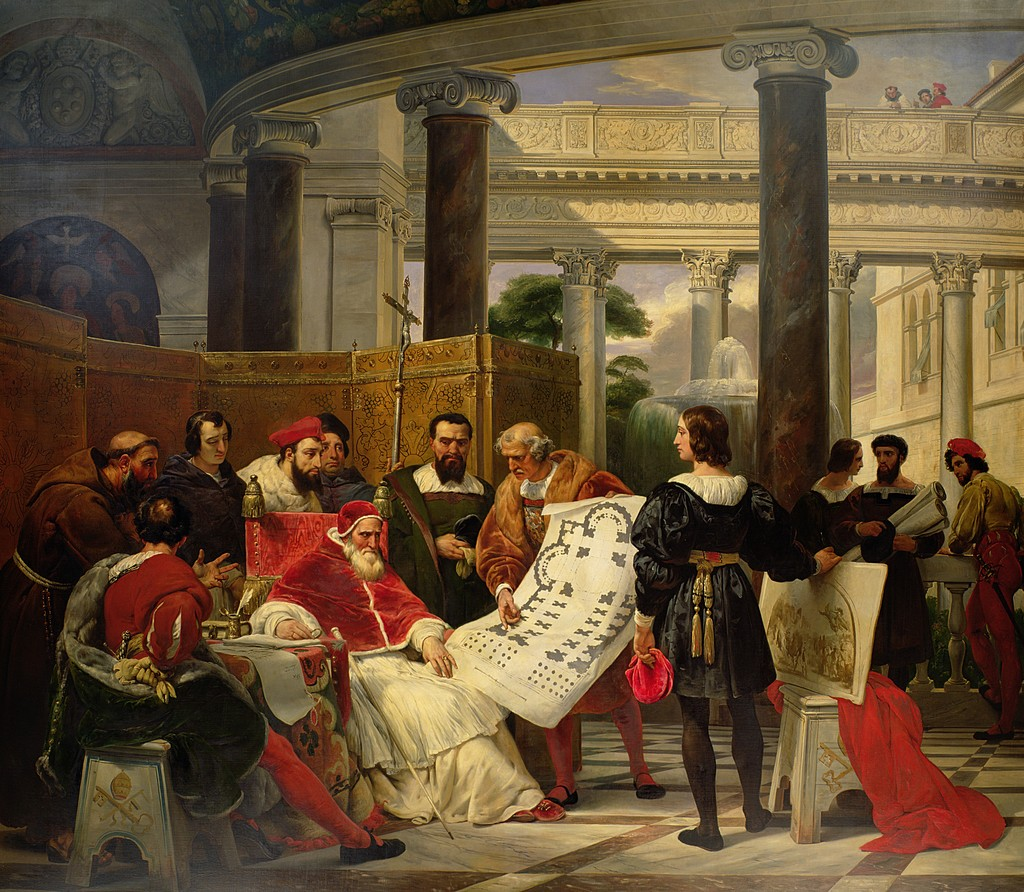
Jules II ordonnant les travaux du Vatican et de saint Pierre à Bramante, Michel Ange et Raphaël
Horace Vernet, 1827
Musée du Louvre.

Deux appartements pontificaux sont particulièrement remarquables. Le premier, l'appartement Borgia a été commandé par le pape Alexandre VI lors de l'adjonction au palais pontifical (autour de la cour des Perroquets) d'une tour, appelée aujourd'hui tour Borgia (1493-1494). Le second appartement, juste au-dessus du premier a été redécoré par Raphaël et son école entre 1508 et 1524 sur une commande du pape Jules II. Après la construction du palais de Sixte-Quint (troisième aile ou aile Est de la cour Saint-Damase), les papes transfèreront définitivement leur appartement du Vatican de ce palais médiéval au nouvel édifice où ils habitent toujours, excepté le pape François qui préféra s'installer dans la résidence Sainte-Marthe.

### Appartement Borgia

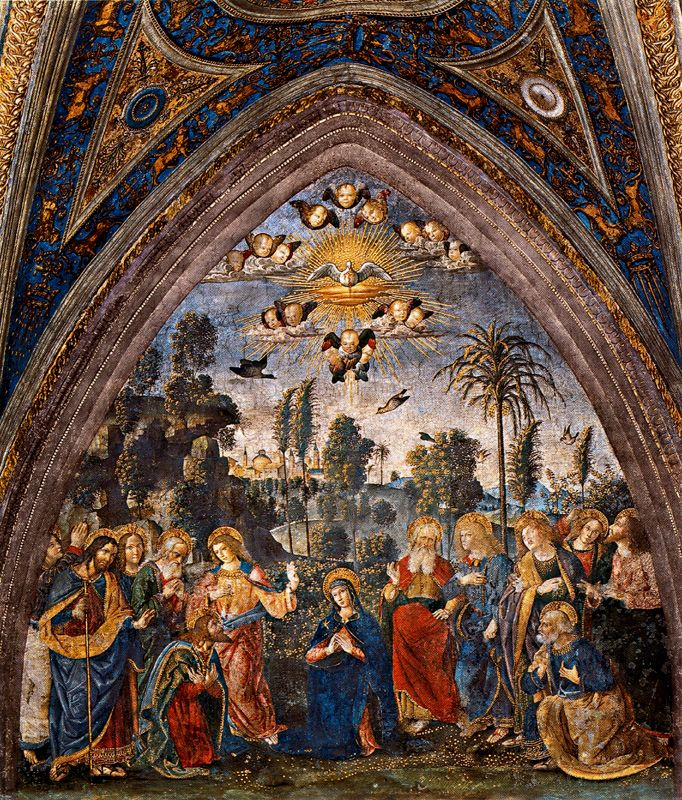
Appartement Borgia, salle des Mystères de la foi, la Pentecôte.

Le pape Alexandre VI Borgia (1492-1503) a fait décorer son appartement privé par le Pinturicchio entre 1492 et 1494. Cet appartement situé au premier étage du Palais apostolique est bordé, d'une part, par les cours Borgia et des Perroquets et, d'autre part, par la cour du Belvédère. La visite de six pièces est intégrée au parcours des musées du Vatican.
Les salles ouvertes à la visite sont :
1. la salle des Sybilles,
2. la salle du Credo,
3. la salle des Arts libéraux,
4. la salle des Saints,
5. la salle des Mystères de la foi,
6. la salle des Pontifes.

### Les chambres de Raphaël

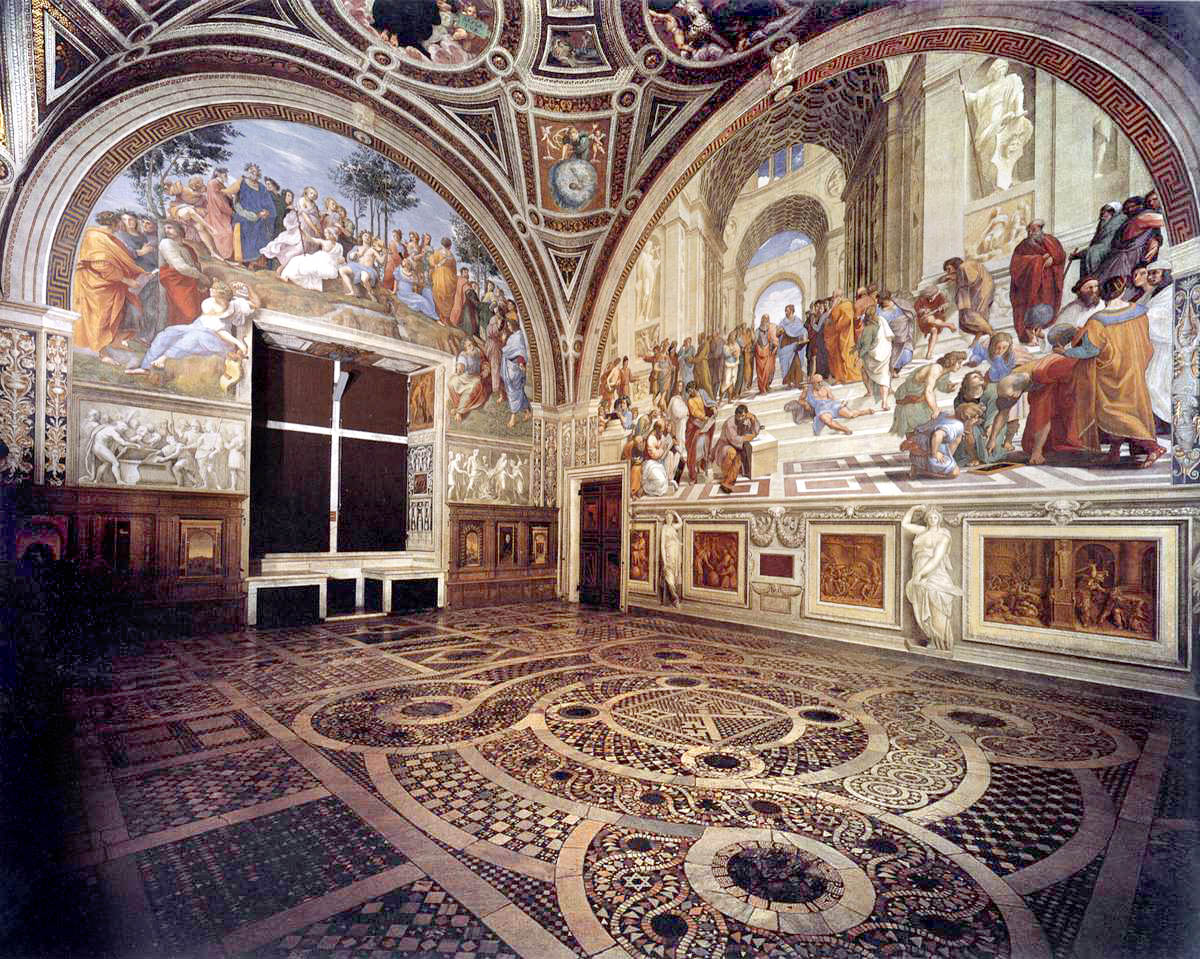
Les chambres de Raphaël, salle de la Signature.

Le pape Nicolas V (1447-1455) a chargé l'architecte Bernardo Rossellino de construire ses appartements privés et le peintre Piero della Francesca de les décorer. Le pape Jules II (1503-1513) a choisi de confier au jeune Raphaël la décoration des Stanze di Raffaello, chambres de Raphaël. Ces appartements, au deuxième étage du Palais apostolique, sont situés juste au-dessus de l'appartement Borgia. Ils sont bordés par la cour des perroquets et de l'autre côté par celle du Belvédère. La visite des quatre pièces est intégrée au parcours des musées du Vatican :
1. Salle de la Signature (1508-1511)
2. Salle d'Heliodore (1512-1514)
3. Salle de l'Incendie du Borgo (1514-1517)
4. Salle de Constantin (1517-1524)

La salle de la Signature contient deux grandes fresques réalisées par Raphaël, lui-même, et qui comptent parmi ses plus belles œuvres : La Dispute du Saint-Sacrement et L'École d'Athènes. Ces deux œuvres, qui se font face, font dialoguer symboliquement la foi et la raison.

## La résidence pontificale

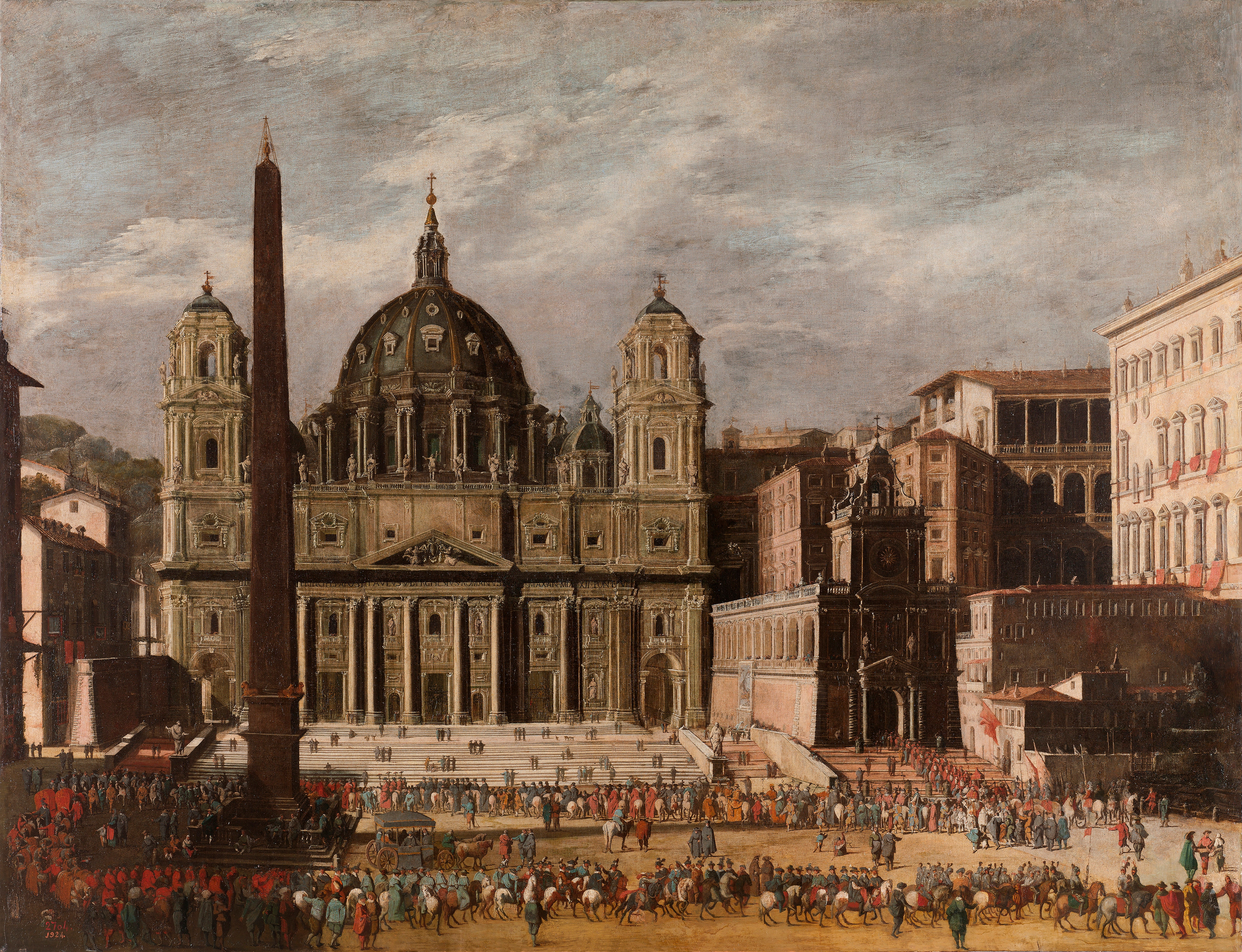
Ancienne entrée et projet de campaniles
Viviano Codazzi, 1630
Musée du Prado, Madrid.

C'est la partie la moins connue mais la plus importante du Palais apostolique. Elle est la moins connue car, contrairement aux parties incluses dans le parcours des musées du Vatican, elle n'est pas ouverte au grand public. Mais, elle n'en est pas moins la partie la plus importante car c'est là que résident et travaillent le pape et ses plus proches collaborateurs (le pape François ne l'occupait pas, puisqu'il résidait et travaillait la plupart du temps à la résidence Sainte-Marthe). Dans cette partie du Palais apostolique, il convient d'accorder une place spéciale au palais de Sixte-Quint (aile orientale de la cour Saint-Damase) car c'est là qu'habite et travaille le pape (3e étage), qu'il reçoit ses visiteurs - notamment les chefs d'État et de gouvernement - (2e étage) et qu'habite et travaille le cardinal secrétaire d'État (1er étage).
L'ancienne entrée du palais du Vatican, détruite lorsqu'on construisit la colonnade du Bernin, a été représentée par Viviano Codazzi dans une vue topographique, inhabituelle chez lui. Peinte à Naples, vers 1630 elle montre également deux campaniles fondés sur une gravure d'un dessin de Martino Ferrabosco (it), mais qui ne furent jamais érigés.

### La porte de Bronze
La porte de Bronze (Portone di Bronzo) est l'entrée principale du Palais apostolique depuis 1663. Elle est située à l'extrémité du bâtiment qui relie, sur la droite, la basilique Saint-Pierre au Vatican et la colonnade de la place Saint-Pierre. Toute la journée, elle est surveillée par un poste de la Garde suisse pontificale composé d'un sergent, toujours du côté intérieur de la porte, et de deux hallebardiers à l'extérieur, dont l'un est de garde strictement silencieuse, muni de sa hallebarde, tandis que l'autre, sans hallebarde, peut répondre aux questions du visiteur qui monte l'escalier vers la porte. La porte de Bronze, en principe, n'est pas franchie par le public, sauf dérogations individuelles spéciales, accordées d'avance. Le sergent est toujours assis à un bureau à l'intérieur du côté gauche de la porte, tandis que, face à lui, se trouve la porte du local du Corps de garde (Corpo di Guardia), où se tiennent en permanence d'autres gardes. Juste après le Corps de garde, toujours à droite, se trouve l'escalier de Pie IX, menant, d'une part, à la cour Saint-Damase, et d'autre part, au premier étage, au secrétariat du préfet de la Maison pontificale, et au second étage aux appartements pontificaux. Le sergent et les deux hallebardiers gardant la porte de bronze sont relevés toutes les deux heures. La porte de Bronze est immédiatement fermée et verrouillée par la Garde suisse dès l'annonce officielle de la mort du Pape. Elle n'est rouverte que pour le passage de son convoi funèbre lorsque celui-ci descend l'Escalier royal pour gagner la basilique Saint-Pierre. La porte de Bronze s'ouvre à nouveau à l'issue du conclave élisant son successeur. À proximité de l'escalier de la porte de Bronze, sous les premières colonnes de la quadruple colonnade du Bernin, veille aussi la Gendarmerie pontificale, soit en uniforme, soit en tenue civile.
La vaste et longue galerie, après la porte de Bronze, conduit au vestibule de l'Escalier royal. Ce dernier, décoré sur la droite par une statue sculptée par Le Bernin (1670) de l'empereur Constantin en extase devant la vision de la croix du Christ (lors de la bataille du pont Milvius), donne aussi accès, sur la gauche, à l'atrium de la basilique Saint-Pierre. À cette entrée également, plusieurs gardes suisses, dont un en sentinelle, veillent en permanence.
L'escalier royal (Scala Regia) a été construit sur les plans du Bernin entre 1663 et 1666 sous le pontificat du pape Alexandre VII. C'est une merveille de l'architecture baroque qui monte à la Salle royale. Par l'insertion d'une colonnade interne, la diminution progressive de la hauteur de la voûte et du diamètre des colonnes, Le Bernin donne l'illusion d'un escalier beaucoup plus large et profond qu'il ne l'est en réalité.
Lors de l'inauguration à la suite de la fin des travaux de restauration de la porte de Bronze, le 12 octobre 2007, le pape Benoît XVI a expliqué l'importance de cette entrée avant de la bénir solennellement :

« C'est précisément parce qu'elle marque l'accès à la Maison de celui que le Seigneur a appelé à guider le Peuple de Dieu tout entier, comme Père et Pasteur, que cette porte prend une valeur symbolique et spirituelle. Ceux qui viennent pour rencontrer le Successeur de Pierre la franchissent. Des pèlerins et des visiteurs qui se rendent dans les divers bureaux du Palais apostolique la traversent. J'exprime de tout cœur le souhait que ceux qui entrent par la porte de Bronze puissent se sentir, dès leur entrée, accueillis par le baiser du Pape. La Maison du Pape est ouverte à tous »

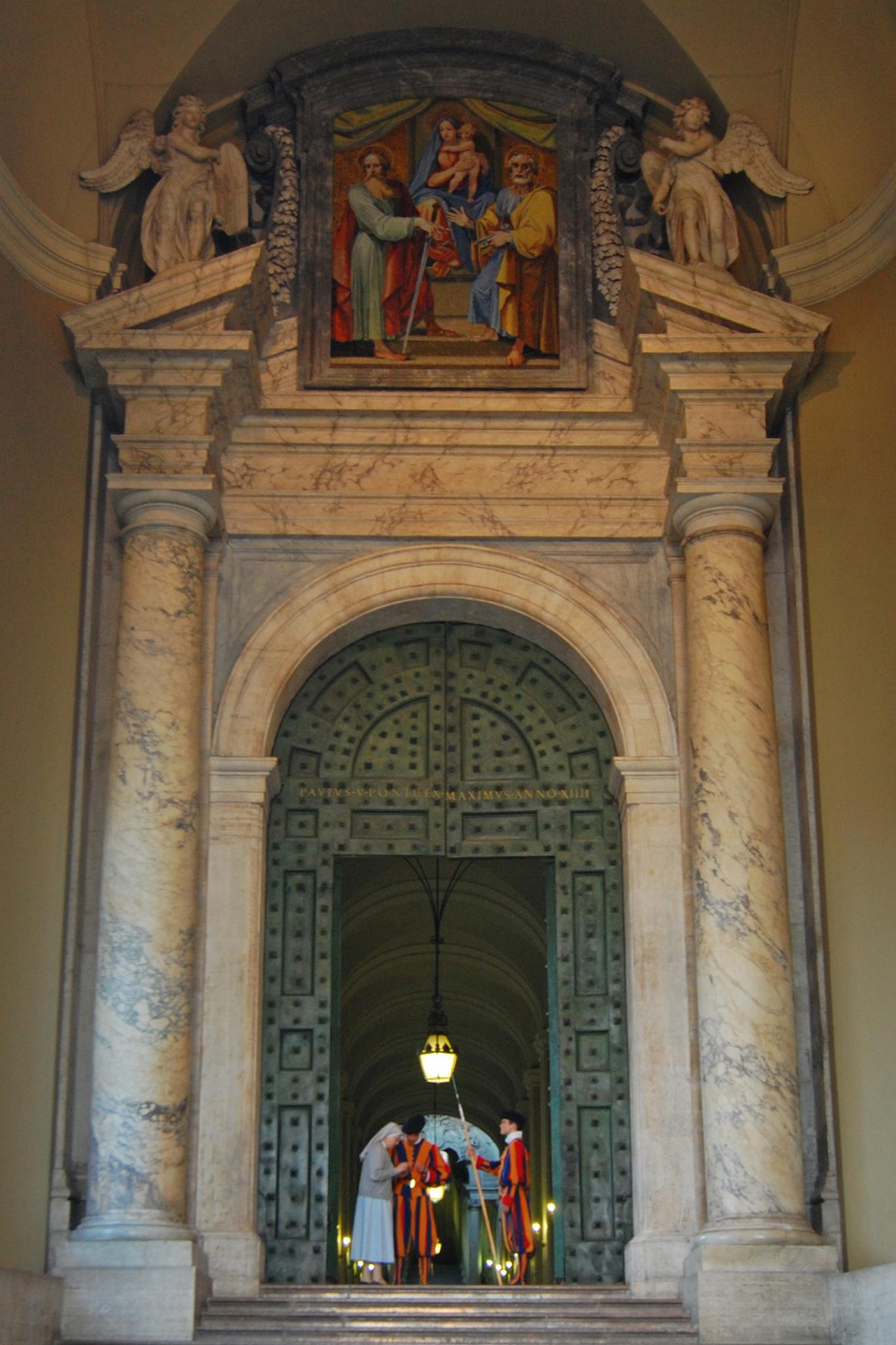
La porte de Bronze, entrée principale du palais apostolique du Vatican, gardée en permanence par deux hallebardiers de la Garde suisse pontificale.
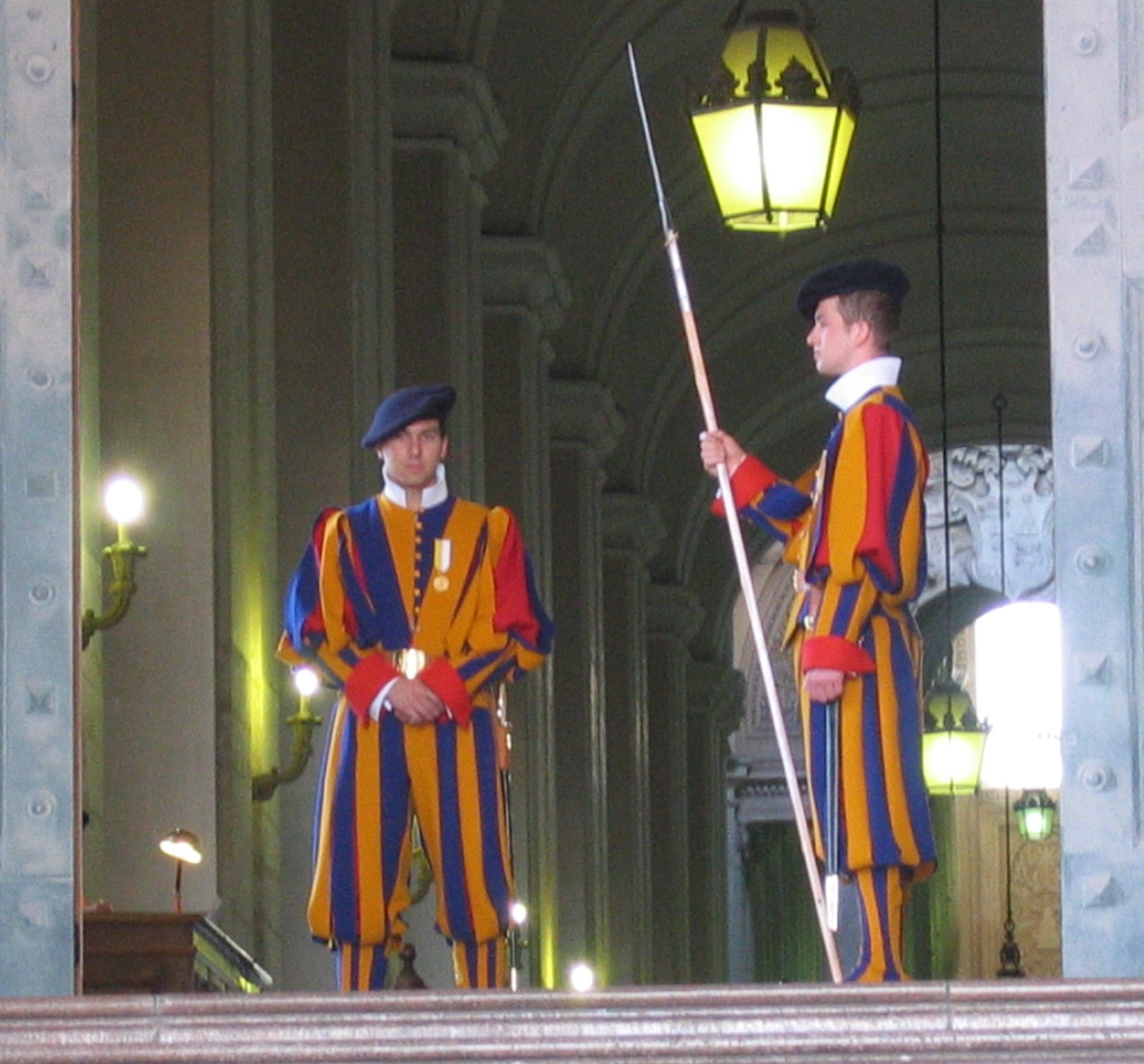
La porte de Bronze, entrée principale du palais apostolique du Vatican, gardée en permanence par deux hallebardiers de la Garde suisse pontificale. À l'intérieur, à gauche, le sergent se tient derrière un bureau. L'Escalier royal est visible au fond, à l'arrière-plan.
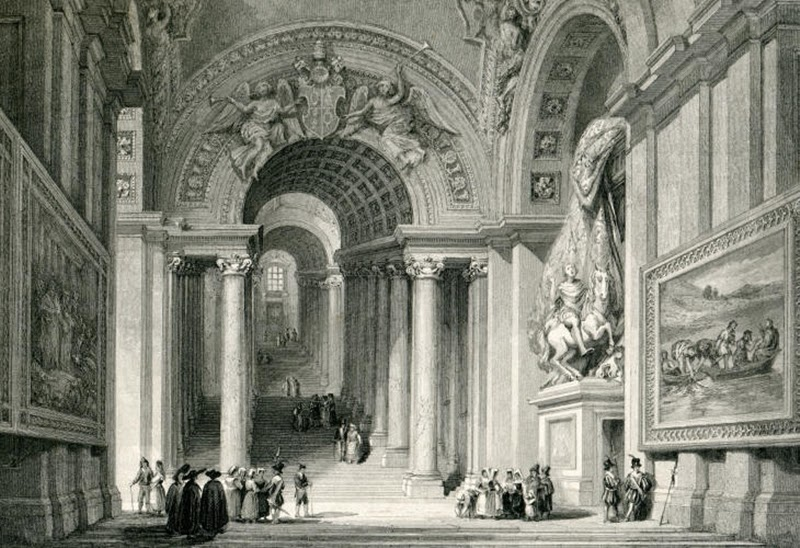
L'Escalier royal surmonté des armes du pape Alexandre VII, à droite, la statue de l'empereur Constantin Ier, à gauche, la lumière vient du passage menant à la basilique Saint-Pierre.

### La Salle royale et la Salle ducale

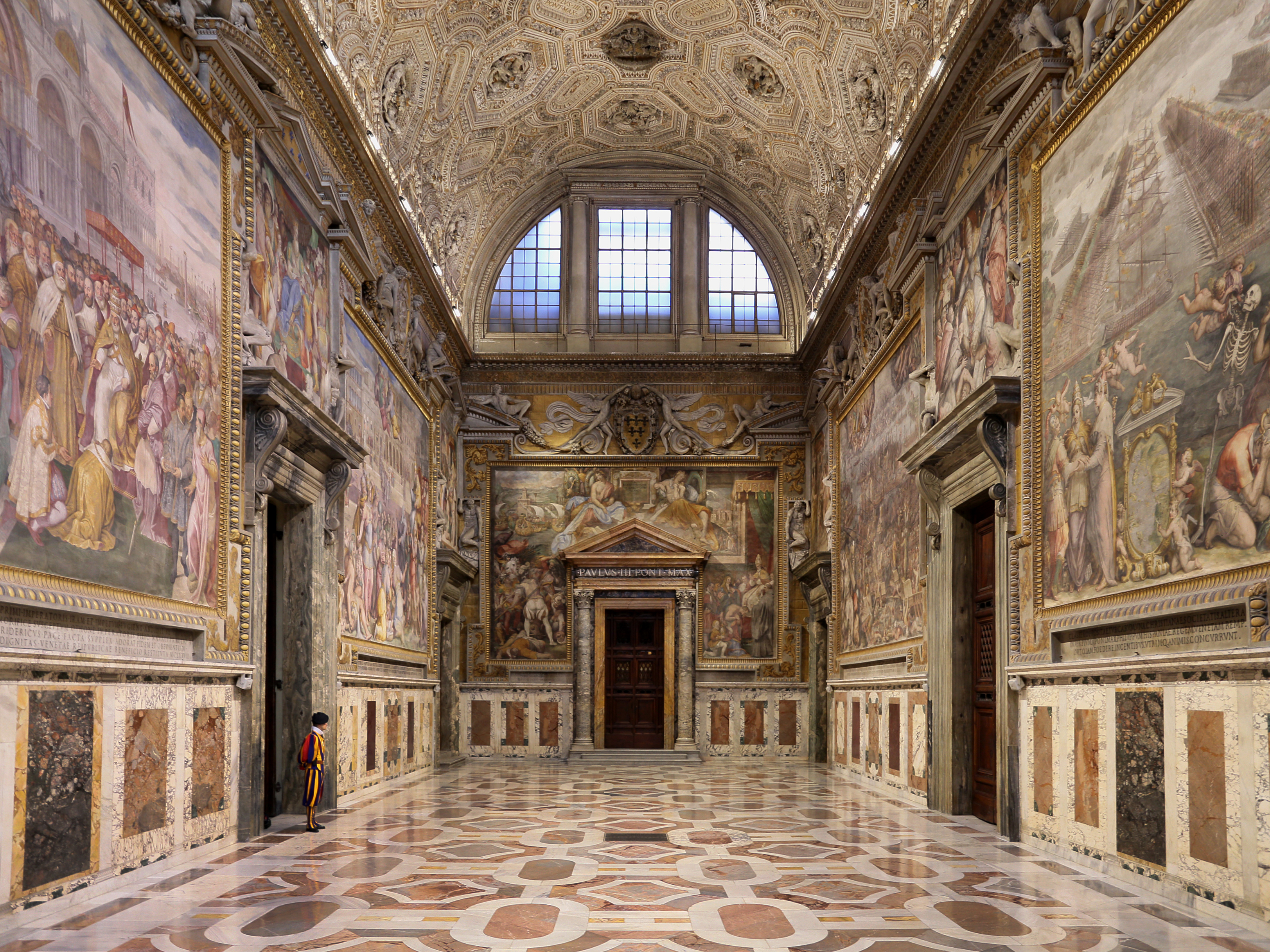
Salle royale.

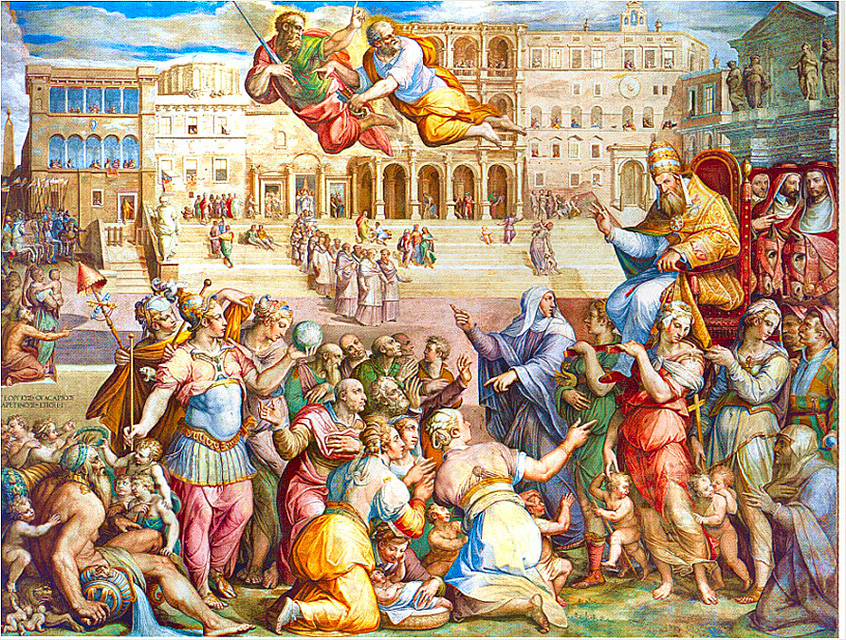
Salle royale, fresque de Giorgio Vasari représentant le retour à Rome du pape Grégoire XI en 1377 après près de 70 ans de séjour des papes à Avignon.

L'Escalier royal mène à la Salle royale (Sala Regia) au premier étage du Palais apostolique. C'est la salle de réception la plus spectaculaire du palais. Longue de 34 m, large de 12 m et haute de 33,6 m, elle est à la fois, le vestibule du Palais apostolique et de la chapelle Sixtine, et la salle des audiences les plus solennelles. Elle est percée de trois portes de chaque côté, et sur un troisième côté par l'entrée de la chapelle Pauline. Les portes à droite de l'entrée de la chapelle Pauline s'ouvrent sur la loggia des Bénédictions de la basilique Saint-Pierre, l'escalier descendant à la cour du Maréchal et la Salle ducale. Les portes de gauche s'ouvrent sur l'Escalier royal et la chapelle Sixtine. Aujourd'hui cette salle sert principalement lors de la rencontre du Pape avec le corps diplomatique accrédité près le Saint-Siège, notamment à l'occasion de l'échange des vœux en début d'année.
Commandée par le pape Paul III Farnese (1534-1549), la Salle royale est construite par Antonio da Sangallo le Jeune à partir de 1538. Ce n'est que 35 ans plus tard, le 21 mai 1573, qu'elle est inaugurée par le pape Grégoire XIII. La voûte en berceau et la corniche qui surmonte les portes sont somptueusement décorées de stucs de Perin del Vaga et de Daniele da Volterra. Les immenses fresques qui recouvrent les murs exaltent la suprématie du souverain pontife sur les autres souverains. Giorgio Vasari peint le retour à Rome de la papauté après près de 70 ans de séjour à Avignon et deux autres fresques sur le thème de la bataille de Lépante. Francesco Salviati représente l'empereur Frédéric Barberousse prosterné devant le pape Alexandre III qui lui pose le pied sur l'épaule. Federico Zuccari peint la demande de pardon, à Canossa, de l'empereur Henri IV du Saint-Empire au pape Grégoire VII.
La porte de la Salle ducale (Sala Ducale) fait face à la porte de la chapelle Sixtine dans la Salle royale. La Salle ducale n'est plus aujourd'hui qu'une simple salle de passage reliant la Salle royale aux loges du Palais apostolique par la salle des Parements. D'un tout autre style que la Salle royale, elle résulte de l'unification de deux salles par Le Bernin suivant la commande du pape Alexandre VII (1655-1667). Le Bernin réussit à cacher la différence d'axe et de hauteur de plafond en recouvrant l'ouverture entre les deux salles par une fastueuse draperie de marbre soutenue par des anges. La voûte est peinte par Marco da Siena et les murs par Paul Bril. C'est dans cette salle que prend place le piquet d'honneur de la Garde suisse pontificale le jour de l'échange des vœux.

### Les loges de Raphaël et la cour Saint-Damase
En 1503-1504, le pape Jules II (1503-1513) demande à Bramante de refaire la façade Est du Palais apostolique en y construisant des loges (loggias). Après la mort de Bramante en 1514, Raphaël prit sa succession. Il a dirigé ainsi la construction de ces trois loges : galeries superposées de 13 travées, longues de 65 m et larges de 4 m. Il n'a probablement travaillé personnellement qu'à la loge du deuxième étage qui communique avec le nouvel appartement papal qu'il peignait au même moment (chambres de Raphaël).
Le pape Grégoire XIII (1572-1585) décide de la construction d'une nouvelle aile au Palais apostolique (1574-1577). Ce nouveau palais - aujourd'hui nommé : palais de Grégoire XIII - reprend très exactement le dessin de la façade de l'aile existante mais sur un nombre plus petit de travées (9 au lieu de 13). Le successeur de Grégoire XIII, Sixte V (1585-1590), poursuit la construction avec l'édification d'une troisième aile (1589-1590). Cette dernière construction, qui porte aujourd'hui le nom de palais de Sixte-Quint, est un grand édifice de 85 pièces dans lequel les souverains pontifes résident jusqu'à ce qu'en 2013, le pape François lui préfère la résidence Sainte-Marthe. La façade, dominant la cour Saint-Damase, de ce nouveau palais est identique aux précédentes mais sur un nombre de travées encore plus réduit (8).
Ainsi, la cour Saint-Damase (Cortile di San Damaso) est fermée sur trois côtés par trois étages de loges : à l'ouest, la façade de l'ancien palais pontifical habité à partir de 1377, au nord, la façade du palais de Grégoire XIII, à l'est, la façade du palais de Sixte-Quint où se situent, toujours à présent, les appartements pontificaux. Ces loges desservent :
- au premier étage : la Salle ducale, l'appartement Borgia et l'appartement du cardinal secrétaire d'État ;
- au deuxième étage : les chambres de Raphaël, la lipsanothèque (salle des reliques), la chapelle Redemptoris Mater, les salles Foconi et l'appartement des audiences du Pape ;
- Au troisième étage : la secrétairerie d'État, la salle Bologne et l'appartement privé du pape.

La cour Saint-Damase est la cour d'honneur du Palais apostolique. C'est là que sont accueillis les chefs d'État et de gouvernement, les ambassadeurs accrédités près le Saint-Siège, les évêques en visite ad limina et, plus généralement tous ceux qui sont reçus en audience privée par le Pape. C'est là aussi que, chaque 6 mai, les nouvelles recrues de la Garde suisse pontificale prêtent solennellement serment. On accède à la cour Saint-Damase : à pied, depuis la porte de Bronze, par l'escalier de Pie IX et, en voiture, par un passage traversant les cours de la Sentinelle, Borgia et des perroquets.

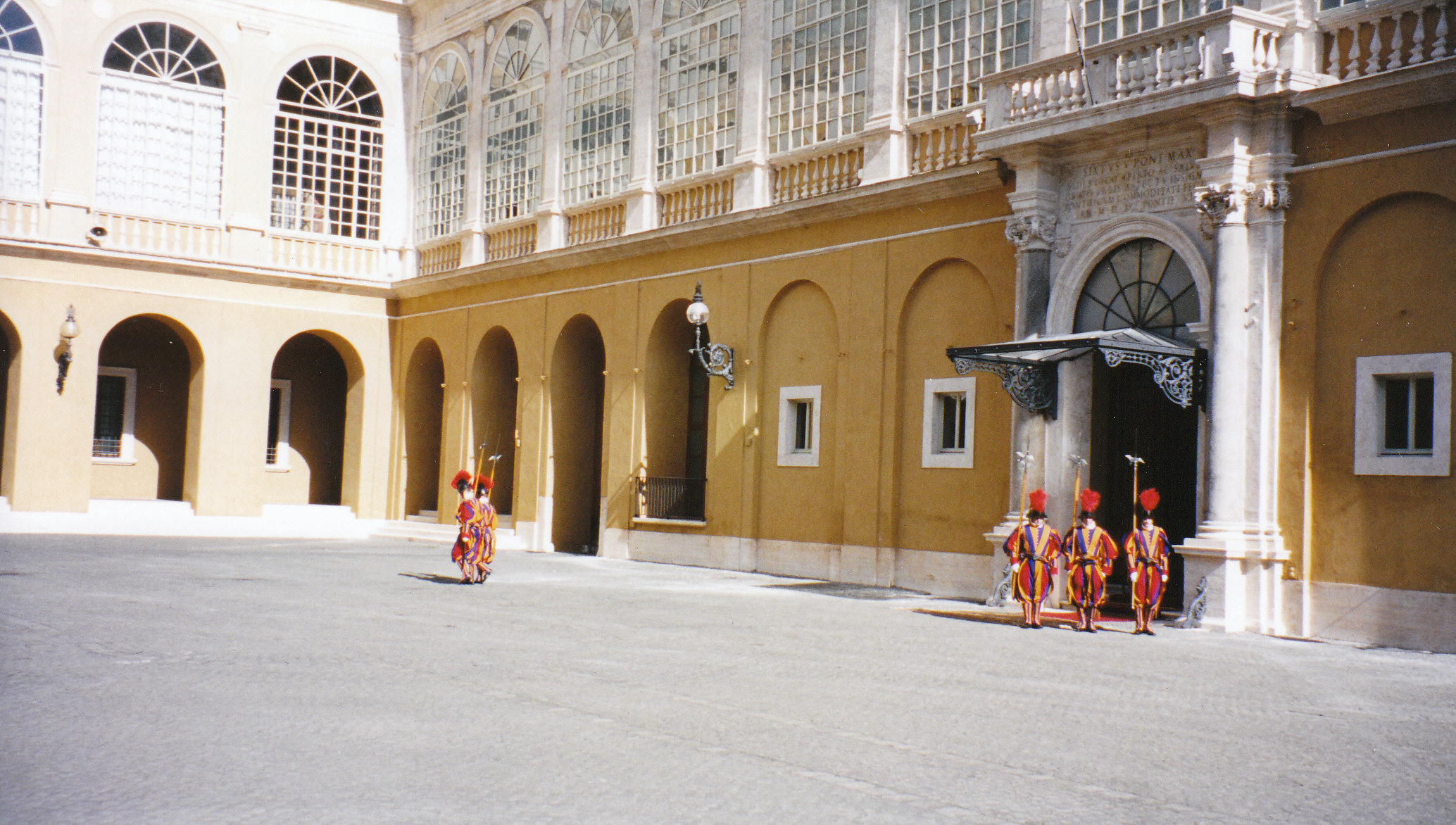
Cour Saint-Damase, cour d'honneur du Palais apostolique au Vatican, entrée du palais de Sixte-Quint (Scala Nobile) au moment de la relève de la Garde suisse pontificale (façade Est).
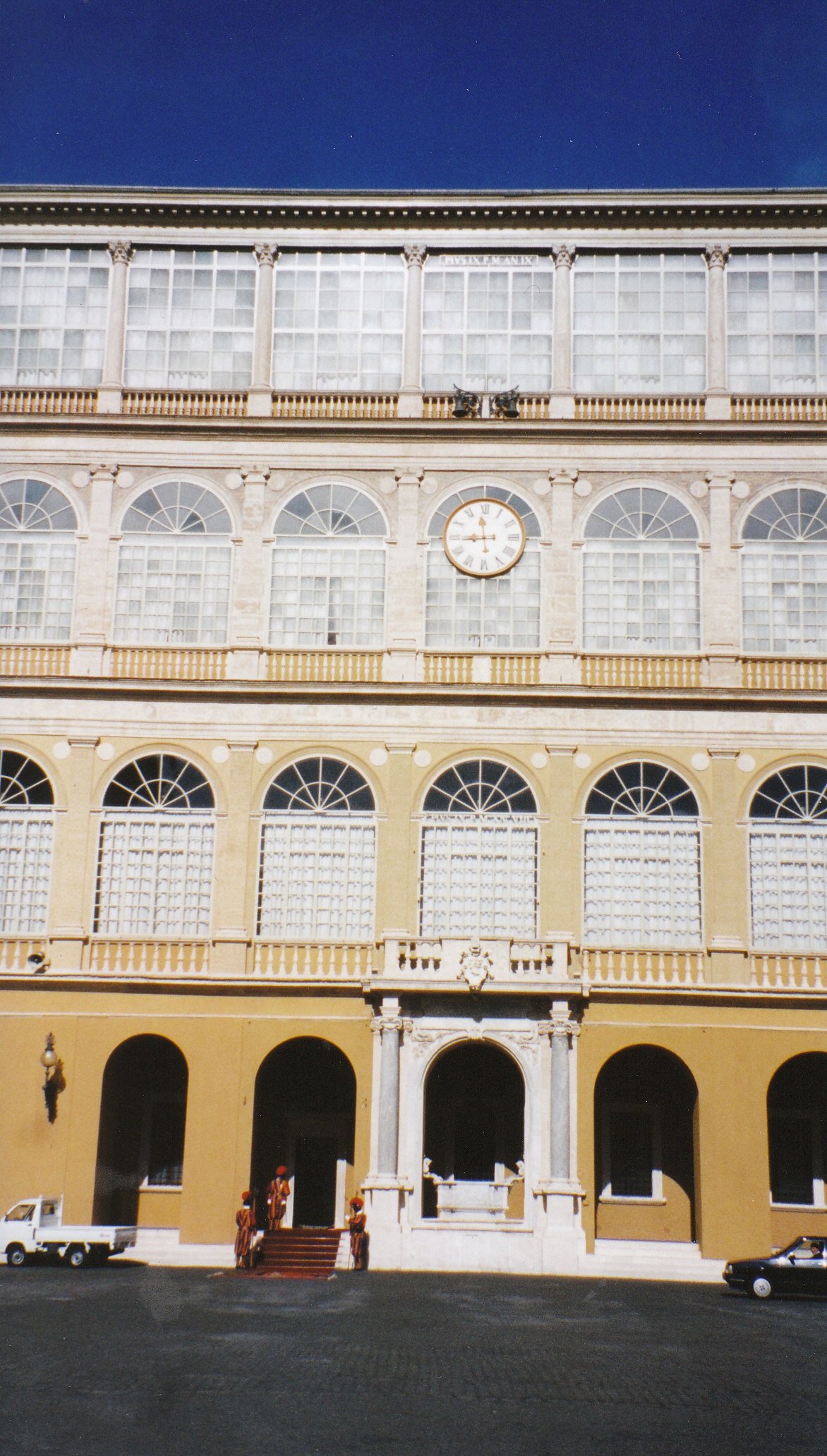
Cour Saint-Damase, cour d'honneur du Palais apostolique au Vatican, au moment du changement de service de la Garde suisse pontificale (façade Nord - Palais de Grégoire XIII).
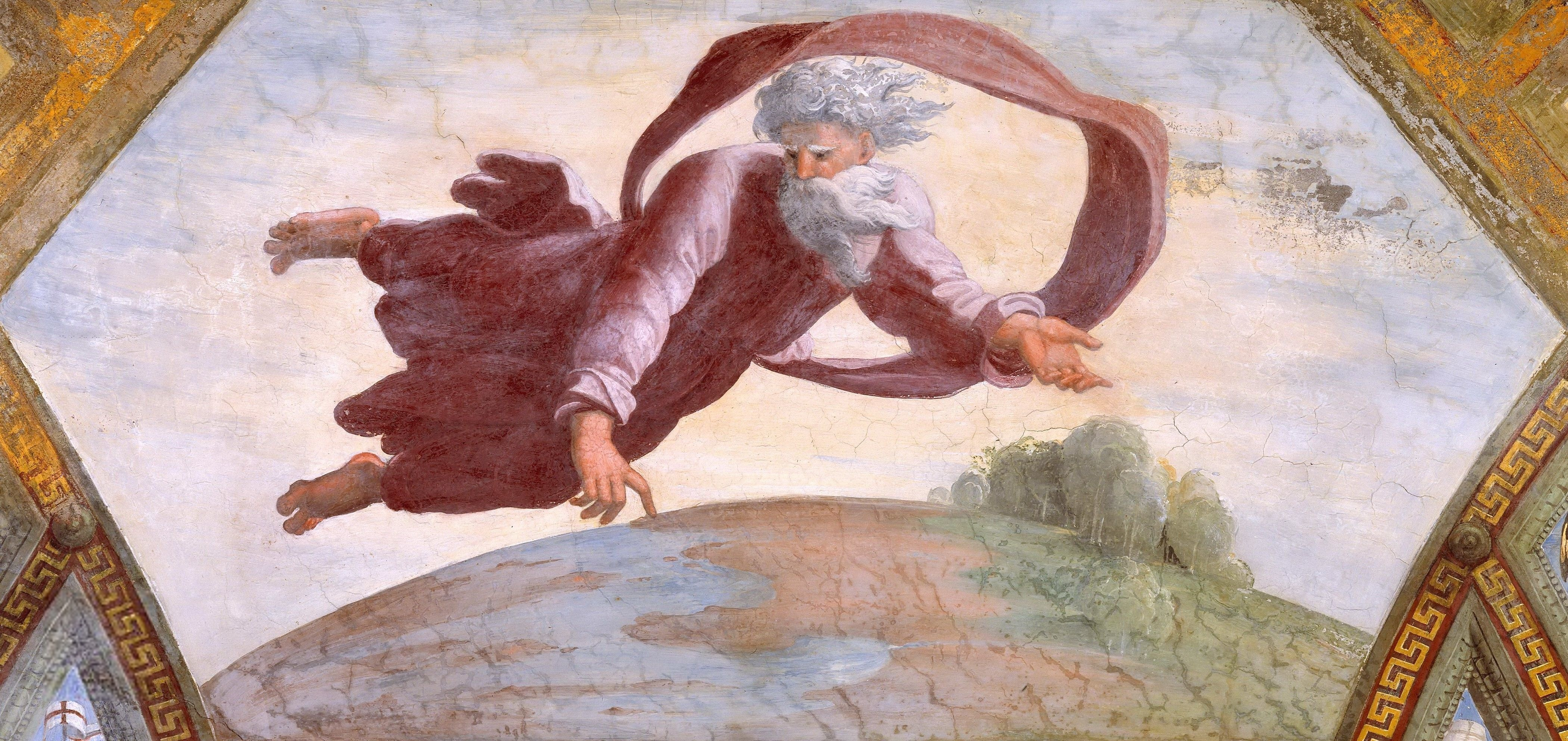
La loge de Raphaël, au deuxième étage du Palais apostolique au Vatican, Dieu sépare la terre et les eaux.

### L'appartement des audiences du pape
L'appartement des audiences du pape (autrefois appelé « appartement noble ») est situé au deuxième étage du palais de Sixte-Quint, au-dessus de l'appartement du cardinal secrétaire d'État et en dessous de l'appartement privé du pape. C'est dans ces salles que le pape reçoit ses visiteurs. Les personnages les plus importants (chefs d'État ou de gouvernement et évêques en visite ad limina) sont reçus dans la dernière pièce, la bibliothèque privée du pape, dont les fenêtres donnent sur la place Saint-Pierre. Pour ce faire, ils doivent traverser toutes les pièces de l'appartement (sauf la salle du Consistoire) soit onze salles d'apparat, suivant un parcours en fer à cheval, partant des loges surplombant la cour Saint-Damase puis tournant autour de la cour Sixte-Quint pour terminer sur la façade du palais donnant sur la place Saint-Pierre. Toutes les pièces ont été redécorées sous le pontificat du pape Paul VI, elles ont reçu alors, pour la plupart, une nouvelle dénomination. Voici la liste des pièces avec leur ancien nom :
1. Salle Clémentine
2. Salle du Consistoire
3. Antichambre (Salle des sediari)
4. Salle Saint-Ambroise (salle du Suisse)
5. Salle des Sculpteurs (salle d'angle)
6. Salle des Papes (salle des tapisseries)
7. Salle des Peintres (salle Urbain VIII) (accès à la chapelle d'Urbain VIII)
8. Salle des Evangélistes (salle du Trône)
9. Salle du Rédempteur (salle des Ambassadeurs)
10. Salle de Notre-Dame (salle des Papes)
11. Salle de Sainte-Catherine (salle Saint-Jean)
12. Salle des saints Pierre et Paul (salle du Petit trône)
13. Bibliothèque privée

Vingt-cinq plus tard, une nouvelle rénovation apparut indispensable. Vers la fin du pontificat de Jean-Paul II, les salles ont donc commencé à recevoir une décoration plus recherchée, cette rénovation s'est achevée au début du pontificat suivant.

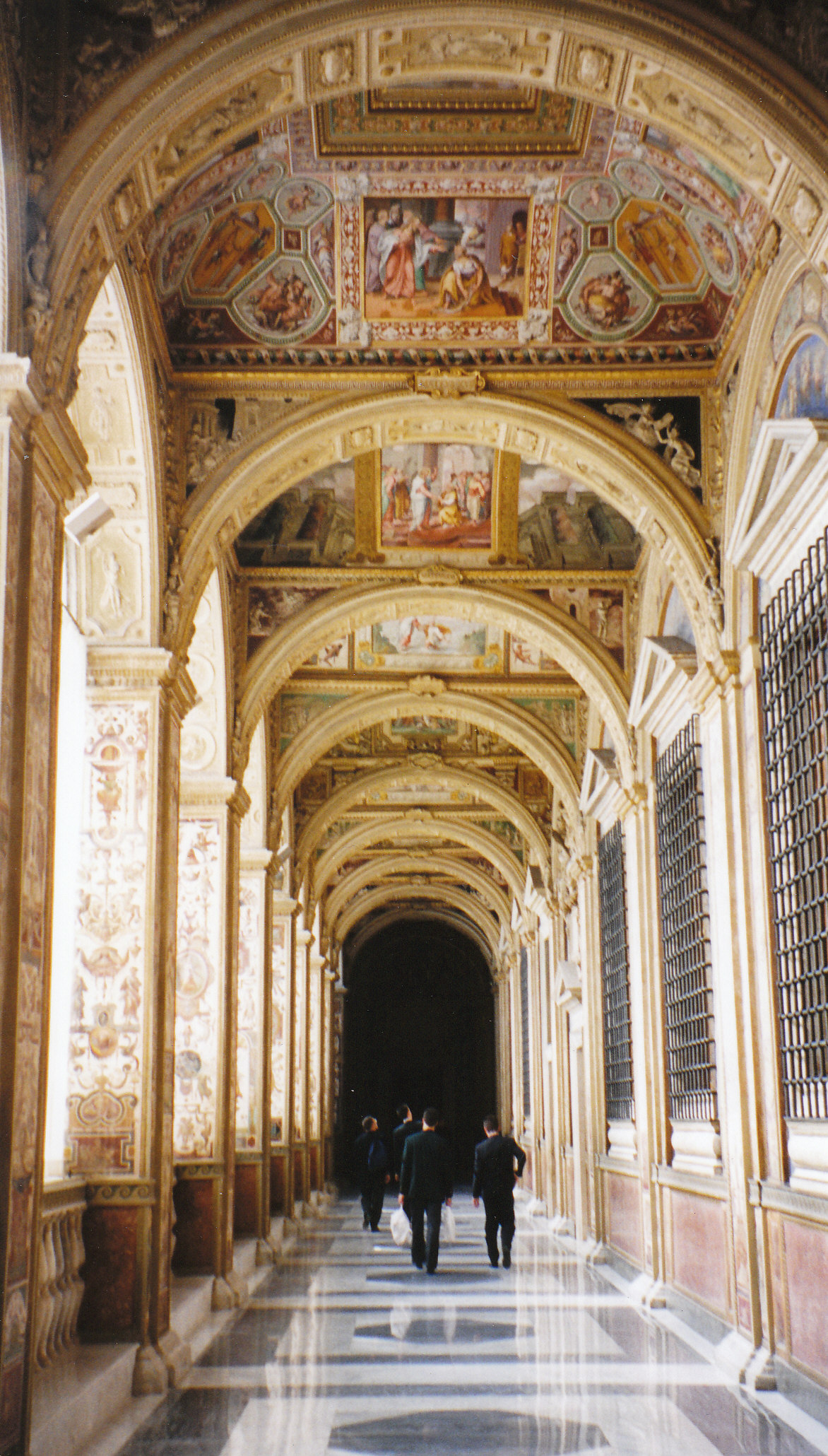
L'accès à l'appartement des audiences : la loge du deuxième étage du palais apostolique du Vatican (aile Nord - Palais de Grégoire XIII), vue depuis l'entrée de la salle Clémentine vers l'entrée de la chapelle Redemptoris Mater et le palier des ascenseurs.
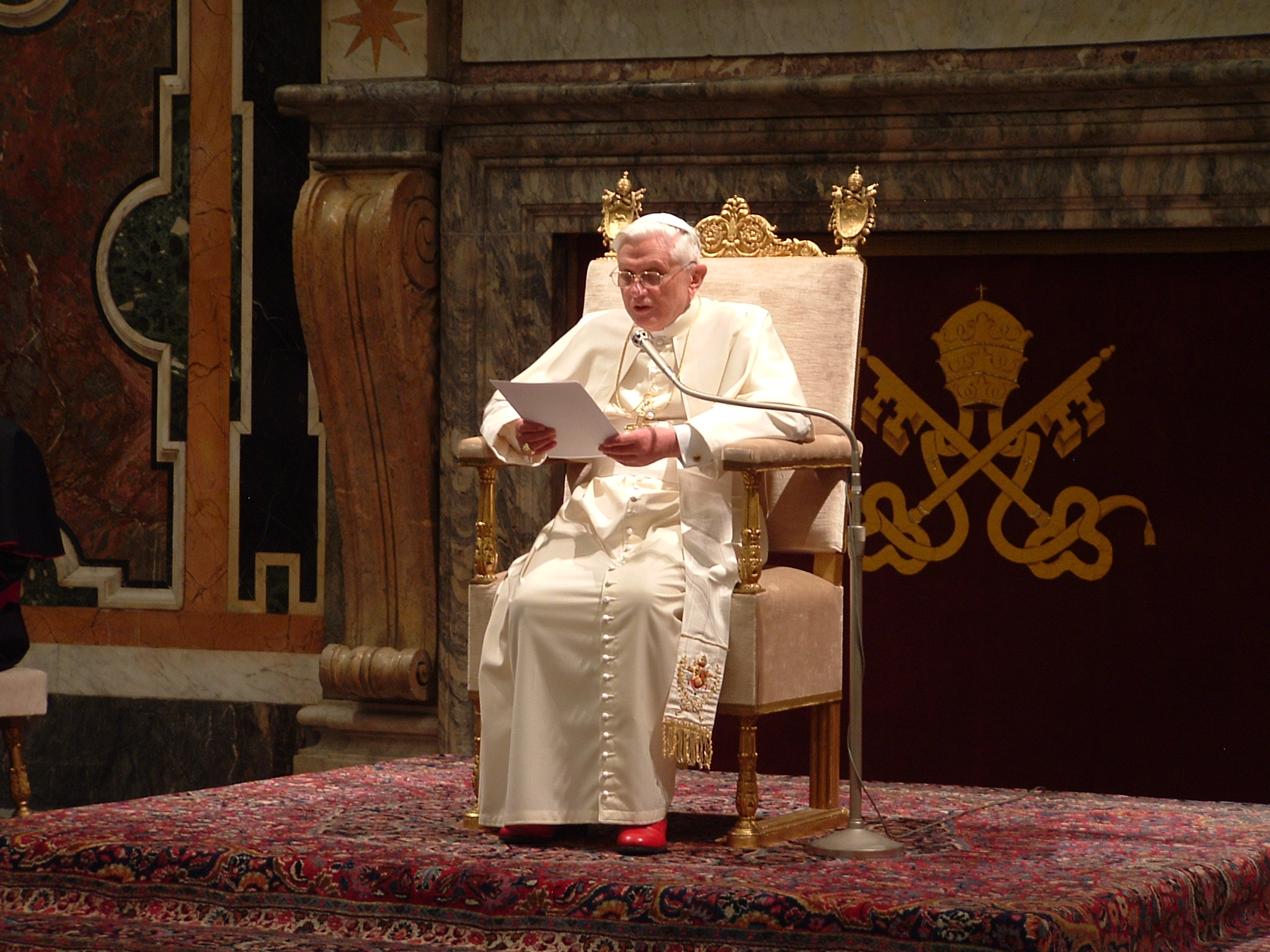
Le pape Benoît XVI accorde une audience dans la salle Clémentine du palais apostolique.
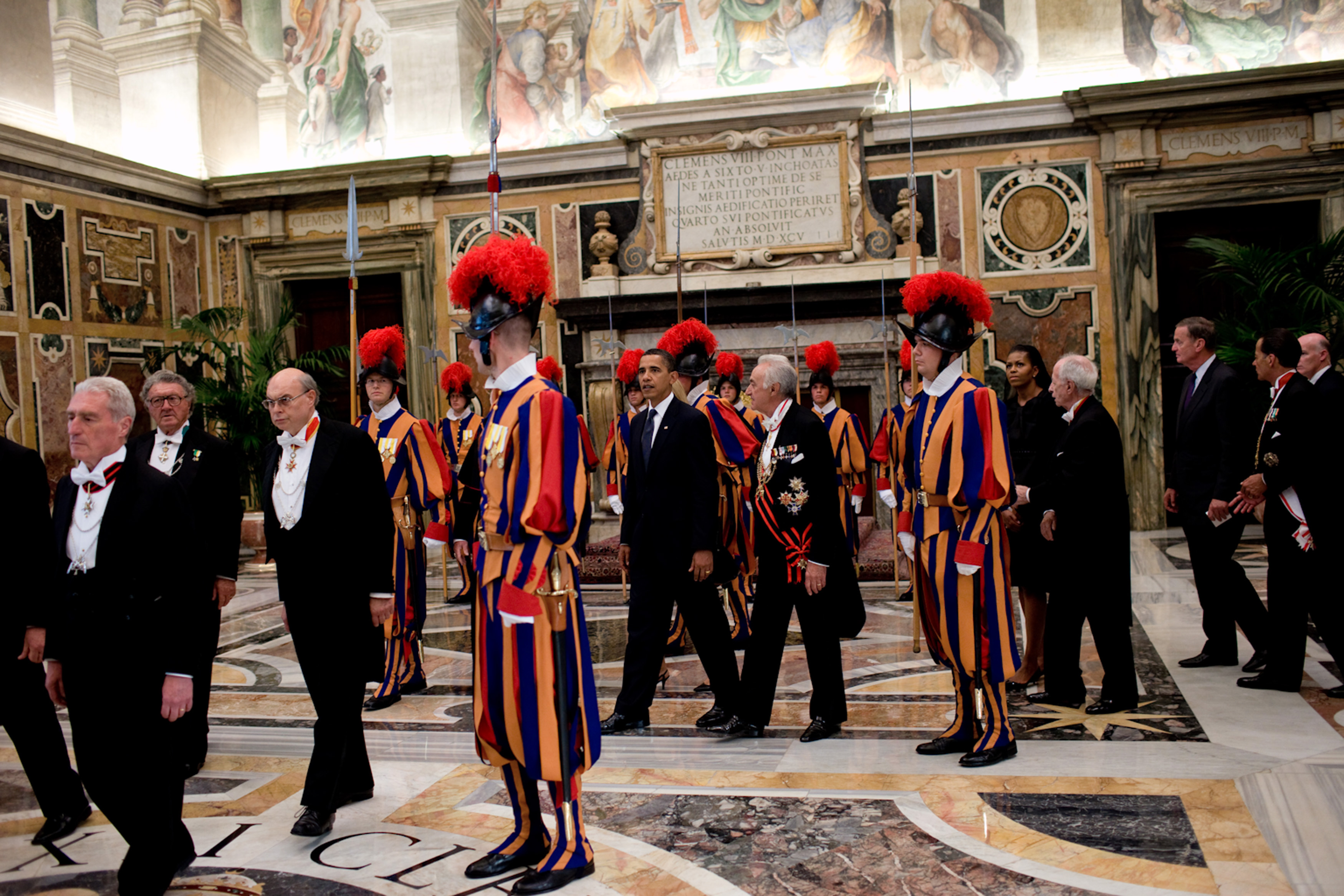
Le président des États-Unis d'Amérique, Barack Obama, traverse la salle Clémentine du palais apostolique, escorté par la Garde suisse pontificale, accompagné de l'ambassadeur des États-Unis près le Saint-Siège et précédé par des majordomes de l'Antichambre pontificale.
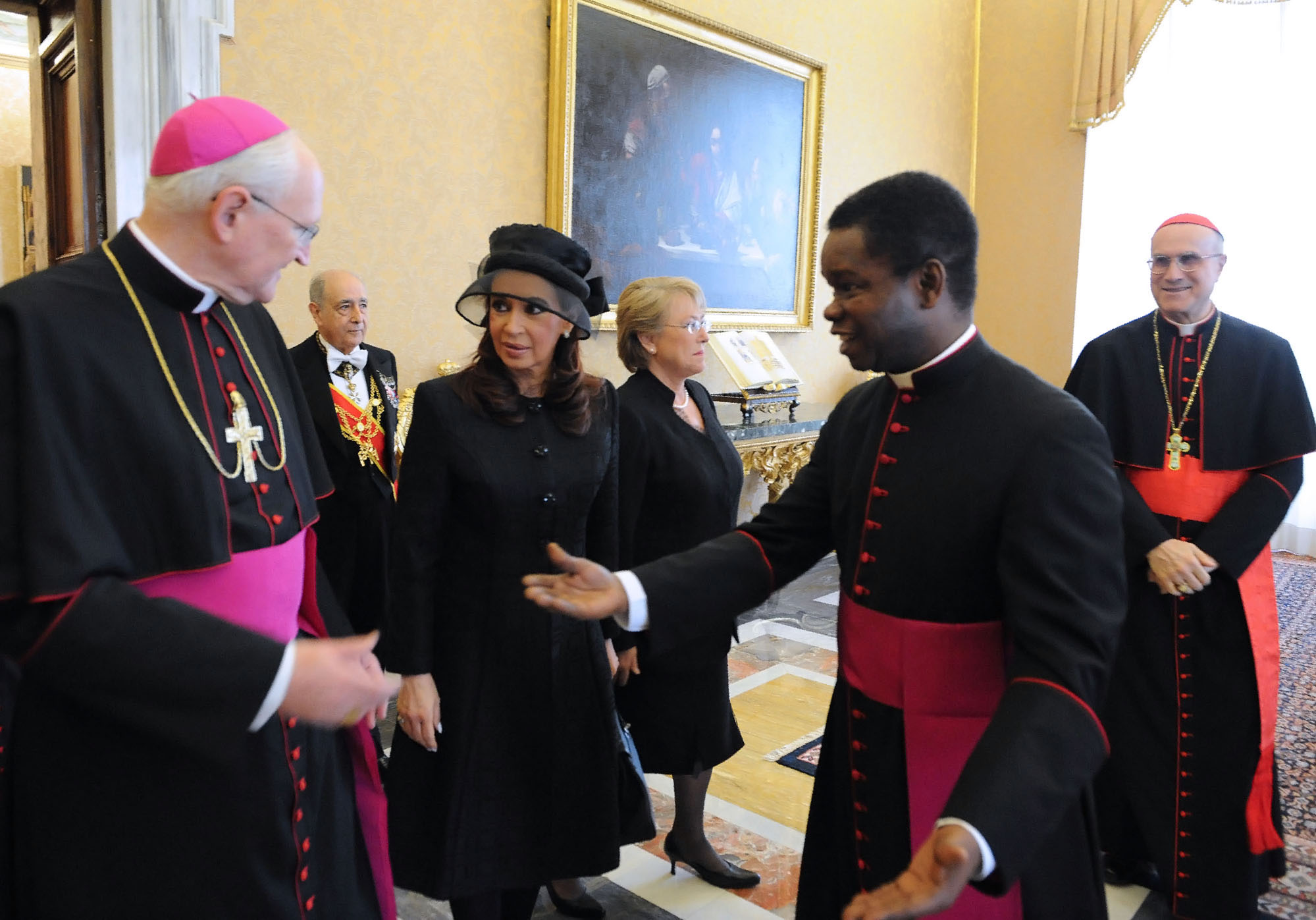
Les présidentes des Républiques argentine et chilienne entrent dans la salle des Sculpteurs escortées par le préfet de la Maison pontificale et le chef du Protocole de la secrétairerie d'État. On aperçoit à l'arrière-plan, à gauche, l'ambassadeur d'Argentine près le Saint-Siège, et sur la droite le cardinal secrétaire d'État.
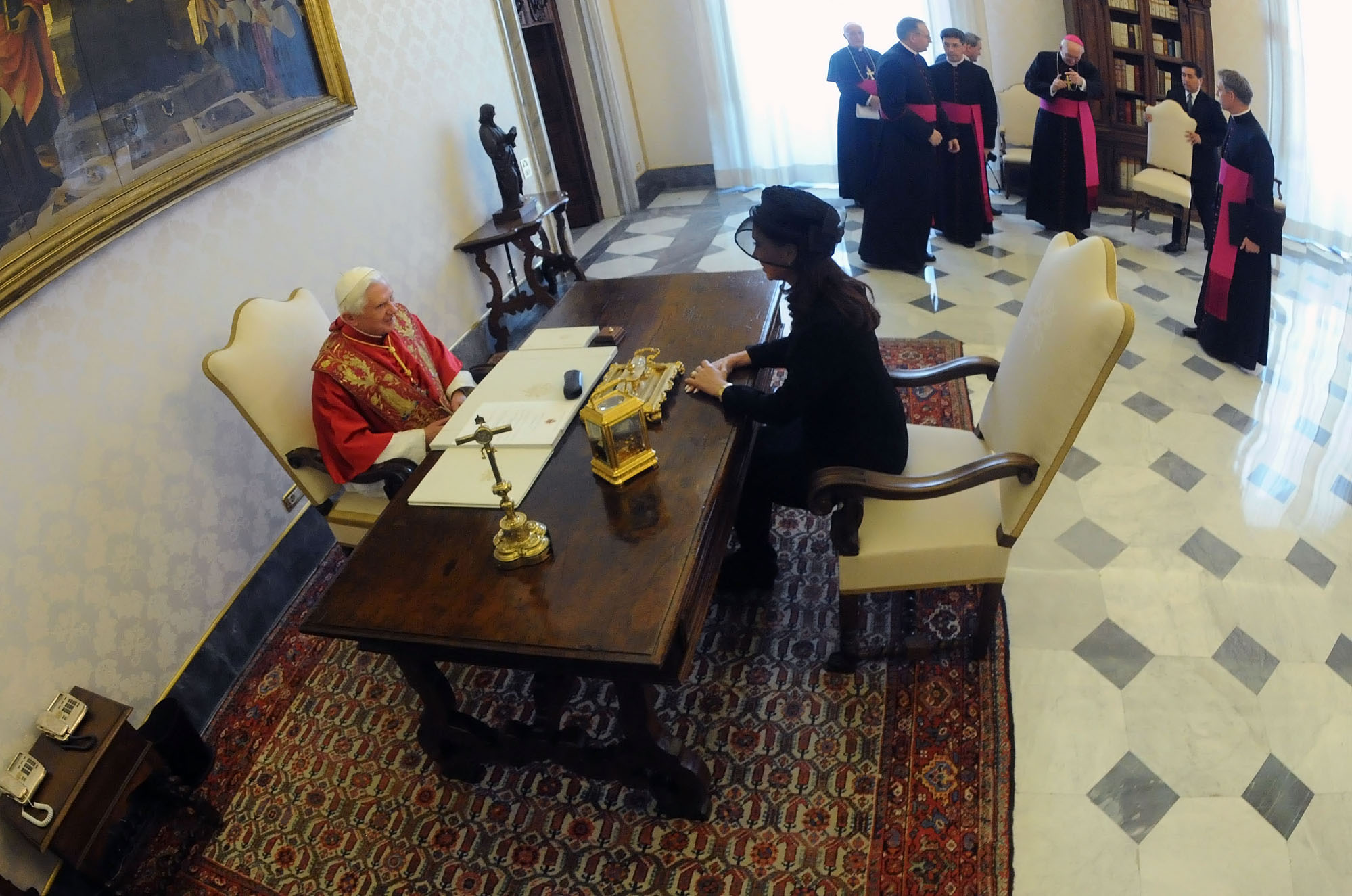
Le pape Benoît XVI accorde une audience à la présidente de la République argentine le 28 novembre 2009 dans sa bibliothèque privée.
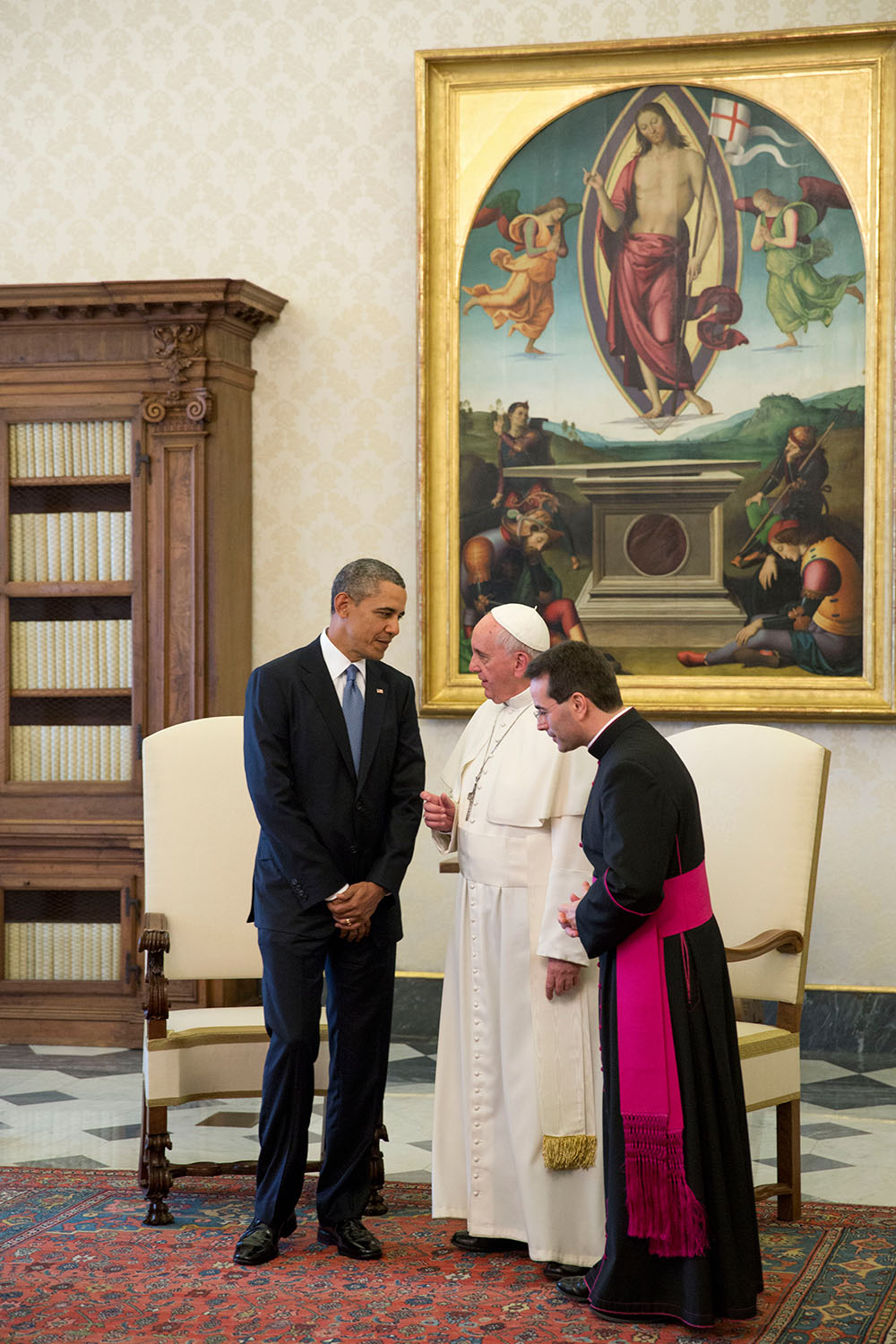
Le pape François donne audience au président des États-Unis d'Amérique, Barack Obama, le 27 mars 2014 dans sa bibliothèque privée (un prélat de la Maison pontificale, témoin, est toujours présent lors d'un entretien en tête-à-tête avec le Pape).

### Les appartements pontificaux

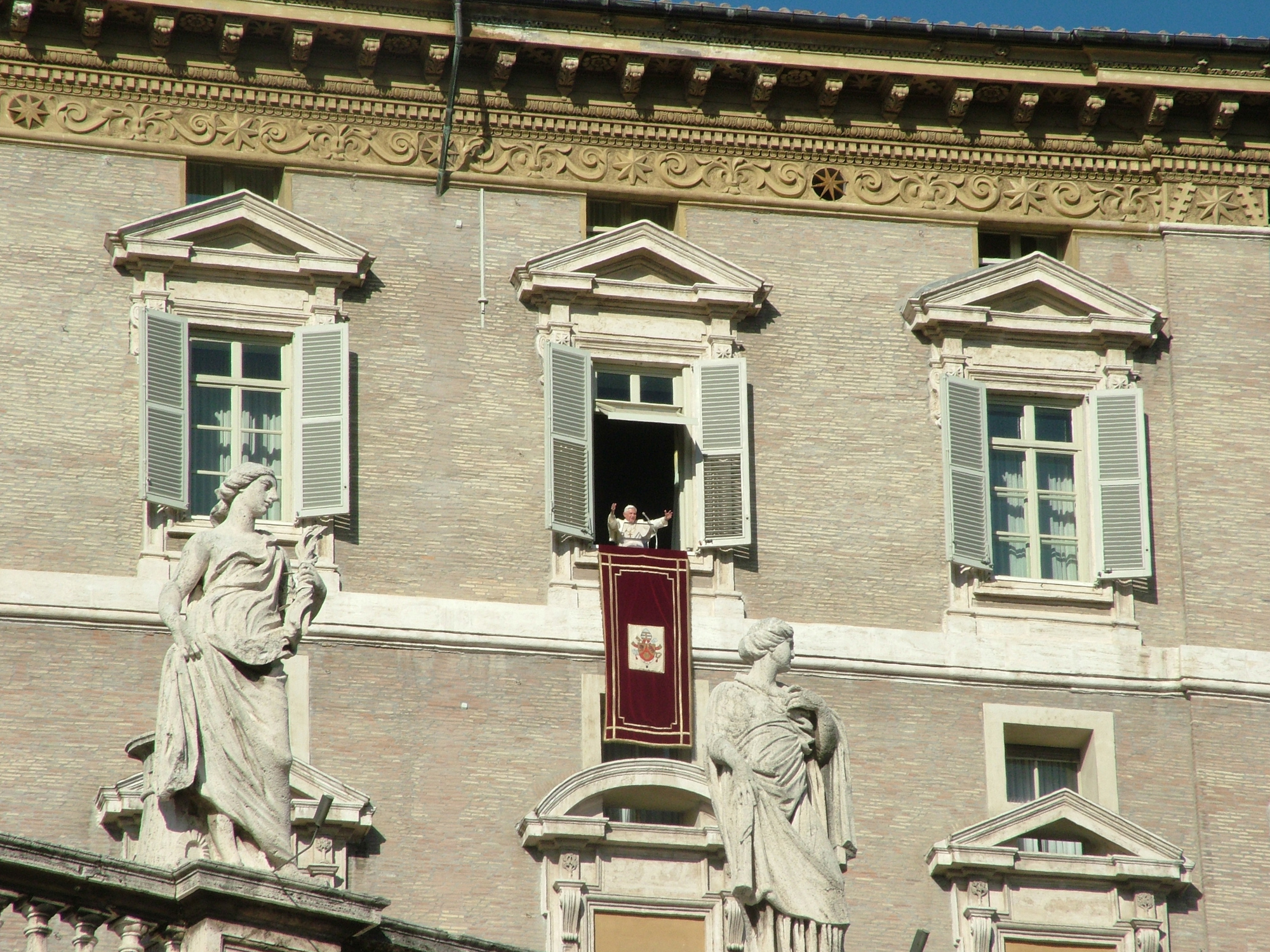
Angélus du pape Benoît XVI derrière un pupitre de verre. La bannière de velours rouge et or, frappée aux armes du Pape régnant, pend à la fenêtre de son bureau toutes les fois qu'il y apparaît.

Les appartements privés du pape sont situés au troisième étage du palais de Sixte-Quint, au-dessus de l'appartement des audiences. C'est le pape saint Pie X (1903-1914) qui déplaça le lieu de résidence des souverains pontifes du deuxième au troisième étage, initiant ainsi le concept d'appartements « privés », où il exigea que le cérémonial protocolaire se fasse moins lourd. Sur les 1 400 pièces du palais du Vatican, les appartements pontificaux n'occupent pas plus d'une dizaine de pièces, le nombre variant selon les dispositions et configurations voulues par le nouveau pape.
On accède à ces appartements par l'Escalier noble (Scala Nobile) ou la troisième loge. La porte principale est gardée jour et nuit par une sentinelle de la Garde suisse pontificale. Après le vestibule, se trouve un grand bureau, exacte réplique, un étage plus haut, de la bibliothèque privée du pape. Puis vient le reste de l'appartement tournant autour de la plus grande pièce, la chapelle privée des papes. La première fenêtre sur la droite de la façade du palais surplombant la place Saint-Pierre est celle de la chambre à coucher du pape, devant laquelle veille jour et nuit deux soldats de la Garde Suisse. Le lit du pape est un simple lit de fer. La pièce suivante est celle de son bureau privé d'où, chaque dimanche et jour de solennité, il récite l'Angélus avec les pèlerins. La troisième fenêtre est celle du bureau du secrétaire du pape. Attenant à sa chambre, le pape dispose d'une salle de bain ainsi que d'une pièce où se trouve l'armoire de la paramentique pontificale civile (soutanes blanches, mules rouges, mozettes rouges, cape rouge, manteau blanc, etc.). Derrière ces pièces, se trouvent la salle à manger, une cuisine desservie par des religieuses, un cabinet médical qui est le bureau de l'archiatre pontifical, et des logements pour le personnel rapproché.
Au-dessus de l'appartement, le pape Paul VI (1963-1978) a fait aménager un « jardin suspendu », où le pape peut prendre l'air sans avoir à descendre dans les jardins du Vatican (toutefois toujours fermés au public par la Gendarmerie pontificale s'il y descend ou quand il doit les traverser). Ce petit « jardin suspendu », sur les toits du Palais apostolique, est en fait une terrasse agrémentée d'une fontaine et de quelques arbustes cultivés en caisses.
L'appartement pontifical a été rénové durant les premiers mois du pontificat de Benoît XVI (après la levée des scellés apposés sur toutes les serrures de portes à la suite du décès de son prédécesseur, le pape Jean-Paul II). Lors de la réception qu'il accorda aux ouvriers-artisans qui avaient travaillé à cette rénovation, le pape leur déclara avec bonhomie : « En moins de trois mois, vous avez accompli un travail immense de rénovation dans cet appartement. [...] Je ne peux qu'admirer les choses que vous avez faites ».
Contre toute attente, et par souci d'humilité personnelle, le pape François a choisi de ne pas loger dans les appartements pontificaux. À titre personnel (n'engageant pas ses successeurs), il résidait et travaillait à la résidence Sainte Marthe où il occupait une suite modeste et y disposait d'une chapelle privée. Toutefois, il se rendait tous les jours dans les appartements pontificaux pour y donner audience, notamment quand il recevait les chefs d'État ou de gouvernement. Il apparaissait également tous les dimanches à la fenêtre de son bureau du Palais apostolique, pour la récitation de l'Angélus avec les foules massées sur la place Saint-Pierre et pour leur donner sa bénédiction.